# Biserica Preasfânta Treime din Gura Humorului
Biserica „Preasfânta Treime” din Gura Humorului este o biserică romano-catolică construită în anul 1811 în orașul Gura Humorului (județul Suceava). Ea se află pe Bd. Bucovinei nr. 10, în centrul orașului.
În prezent, Biserica romano-catolică din Gura Humorului este cea mai veche biserică catolică în funcțiune din Bucovina. Lângă ea se află clădirea Școlii generale nr. 1, care datează din 1812. Hramul bisericii este Preasfânta Treime și se sărbătorește în prima duminică după Rusalii.

## Istoricul bisericii

### Formarea comunității catolice din Gura Humorului
În anul 1775, ca urmare a atitudinii de neutralitate pe care a avut-o în timpul conflictului militar dintre Turcia și Rusia (1768-1774), Imperiul Habsburgic (Austria de astăzi) a primit o parte din teritoriul Moldovei de nord. Regiunea aceasta este bogată în fagi, de aici provenind și denumirea de Bucovina (Țara Fagilor) pe care i-au dat-o austriecii.
La momentul anexării Bucovinei (1775), Gura Humorului era o așezare modestă. Ea s-a desprins de satul Voroneț în anul 1780, devenind o entitate social-administrativă distinctă.
Ocupanții austrieci au trimis în Bucovina diverși angajați ai statului: funcționari și muncitori din Boemia, Moravia și Slovacia și care s-au stabilit aici. Marea majoritate a acestor coloniști era de religie romano-catolică. Deși târgul Câmpulung Moldovenesc nu era localitate de frontieră, aici s-au stabilit trupele de grăniceri austrieci. Pentru nevoile lor spirituale a fost construită în 1775 o capelă de rugăciune, la care slujea preotul militar carmelit Paul Harrasch (Harrek?) din Galiția.
La 10 octombrie 1782, sediul trupelor de graniță a fost mutat la Gura Humorului, iar preotul Harrasch a plecat la noul sediu al grănicerilor. În anul 1784 s-a construit în oraș o primă capelă romano-catolică, din lemn, care avea și o mică clopotniță. Aceasta era folosită atât de militari, cât și de civilii din localitate. Capela avea dimensiuni foarte mici, iar credincioșii care participau la Liturghie stăteau și afară. După câțiva ani, în 1788, s-au construit un turn de clopotniță și un oratorium, alăturate casei capelanului. Capela și anexele sale se aflau pe locul unde este astăzi Școala generală nr. 2.
În 1785, această capelanie locală a fost transformată în parohie. Parohia Gura Humorului avea în acel an în îngrijire spirituală un număr de 332 de credincioși , dintre care 261 de militari și 71 de civili.
Conform lui Franz Wiszniowski, autorul cărții „Radautz - die deutscheste Stadt des Buchenlandes” (Waiblingen, 1966), Parohia Romano-Catolică "Preasfânta Treime" din Gura Humorului a fost înființată printr-un decret imperial emis de Cabinetul Aulic la 1 aprilie 1787. Prin același decret au mai fost înființate parohii romano-catolice la Câmpulung Moldovenesc, Suceava, Țibeni, Siret și Cernăuți. La acel moment, în Gura Humorului exista o comunitate catolică de 332 credincioși. Preotul din Gura Humorului îi avea în îngrijirea spirituală și pe credincioșii din satele apropiate: Capu Codrului, Solca, Băișești, Măzănăești, Arbore. La 11 aprilie 1796, cele nouă parohii catolice din Bucovina au fost încadrate în jurisdicția Arhiepiscopiei de Lemberg.

### Parohia Gura Humorului în perioada 1811-1918

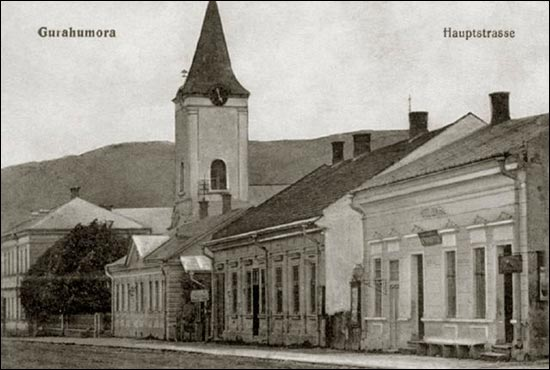
Biserica romano-catolică din Gura Humorului. Ilustrată germană de epocă anterioară anului 1918.

În anul 1806, ca urmare a unei dispoziții imperiale a împăratului Francisc I prin care se cerea ca „peste tot în Bucovina, unde se găsesc locuitori catolici să se construiască biserici din zid”, preotul observant Marian Meszanos a început construirea unei biserici romano-catolice de zid, nu departe de vechea capelă din lemn. Lucrările de construcție s-au făcut cu fonduri de la guvernul Galiției, fiind finalizate în anul 1811. Noua biserică a primit clopotele rămase de la mănăstirile Voroneț și Moldovița, după ce au fost părăsite de călugări. Deasupra intrării în biserică se află o placă cu următoarea inscripție în limba latină: „Francisc I Imper: Aust: I Sumptibus MDCCCXI”, a cărei traducere aproximativă în limba română este următoarea „În 1811, pe cheltuiala lui Francisc I, împărat al Austriei”. Biserica a fost consacrată la 17 iunie 1826 de arhiepiscopul de Lemberg, Andreas Alois Ankwicz von Skarbek-Poslawice.
În Bucovina era de multă vreme lipsă de preoți. După prima vizită canonică făcută în Bucovina, arhiepiscopul Ankwicz de la Lemberg a făcut apel la clerul din Galiția, dar și acolo era lipsă de preoți. Ca urmare a desființării Ordinului Iezuit din Bielorusia printr-un ucaz din anul 1820 al țarului Rusiei, Consistoriul Arhidiecezan din Lemberg a dispus preluarea pastorației misionare de pe valea Moldovei din Bucovina de către preoții iezuiți. S-a convenit ca reședința misiunii iezuiților să fie parohia Gura Humorului. Numirea lor s-a făcut cu nr. 2943 din 7 decembrie 1822, iar preluarea parohiei s-a efectuat la 2 martie 1823 de către preotul iezuit Andrei Pierling și ajutorul său, Iosif Steidler, iar capelanul Theodor Lazar a fost pensionat. La început au fost doi preoți, apoi trei, pentru ca mai apoi, după 21 de ani, la încheierea misiunii lor în Bucovina, să fie cinci preoți iezuiți. Plata preoților iezuiți se făcea din fondul religionar, câte 200 de florini anual pentru fiecare preot. În 1837 a fost construită o nouă casă parohială. În 1838, preotul iezuit Adam Kossahowschi a comandat două clopote noi meșterului Gheorghe Fogarasch din Pătrăuți. Totuși, aceste clopote noi aveau un sunet diferit de sunetul celor vechi, un cronicar german din epocă făcând următoarea constatare nostalgică: „cu toate că au aceeași greutate, 306,5 și 196,5 de pfunzi, totuși, dangătul lor nu sună, nici pe departe, așa frumos ca al clopotelor vechi.” 
Călugării iezuiți s-au îngrijit de parohia Gura Humorului timp de 21 ani (1822-1843), după care au fost trimiși în alte misiuni. Preotul Anton Bereznicki a fost numit la 15 septembrie 1843 ca paroh al comunității catolice din localitate.
În timpul ocupației austriece, Gura Humorului a crescut ca importanță, fiind ridicat pe rând la rangul de târgușor și centru administrativ–teritorial (1820), apoi la cel de târg (1880) și capitală de district (1893), iar în cele din urmă, în anul 1904, a primit statutul de oraș. Până la primul război mondial, comunitatea catolică din localitate a crescut constant. Astfel, dacă în 1824 Parohia Gura Humorului avea 699 de catolici în 13 localități, în 1900 erau 4.437, pentru ca în 1913 numărul lor să devină de 4.823.
În administrarea Parohiei Gura Humorului s-au aflat și comunități catolice din alte localități. Printre acestea a fost și comunitatea catolică din Pleșa (1836-1921) - unde a fost construită o biserică în 1904.
Clădirea bisericii a fost reparată și mărită în anul 1895, în timpul păstoririi parohului Clemens Swoboda. Cu acest prilej, au fost amplasate două plăci de marmură neagră pe pereții laterali ai navei. Plăcile conțin inscripții în limba latină, după cum urmează:
- pe peretele din stânga  - „Gloriosissime regnante PAPA LEONE XIII. Archiepiscopo Leopoliensi SEVERINO Équite de Dąbrowa MORAWSKI Decano Suczawiensi EDUARDO NISTENBERGER Aedes haec opera CLEMENTIS SWOBODA Parochi loci adjuvantibus procuratoribus Ecclesiae CAROLO KLOSTERMANN PETRO HAASEL JOANNE BRANDL Anno Domini MDCCCXCV amplificata atque restaurata.”. Traducerea inscripției în limba română este următoarea: „Sub ocârmuirea glorioasă a papei Leon al XIII-lea, fiind arhiepiscop de Lemberg Seweryn Morawski, Cavaler de Dąbrowa, fiind decan de Suceava Edward Nistenberger, această clădire a fost mărită și restaurată de Clemens Swoboda, parohul locului, ajutat fiind de feciorii de biserică: Karol Klostermann, Peter Haasel și Johann Brandl în Anul Domnului 1895“.
- pe peretele din dreapta - „Augustissimo Jmperatore FRANCISCO JOSEPHO I Praefecto Provinciae LEOPOLDO COMITE GOËS fortiter adjuvantibus c:r: Consiliario a regimine GUILELMO POMPE aeque ac c:r: Praefecto districtus Gurahumorensis FRIDERICO ROLLER Aedes haec Anno Domini MDCCCXCV amplificata atque restaurata.” Traducerea inscripției în limba română este următoarea: „Sub augustul împărat Francisc Iosif I, fiind prefect (guvernator) al provinciei Leopold, conte de Goës, cu marele ajutor al lui Wilhelm Pompe, consilier de stat, precum și al lui Friedrich Roller, prefect al districtului Gurahumora, această clădire a fost mărită și restaurată în Anul Domnului 1895“.

La 11 mai 1899, de Rusalii, a avut loc un incendiu devastator în Gura Humorului, arzând o mare parte din casele din localitate, biserica și casa parohială. Incendiul a pornit de la focul făcut de o credincioasă catolică în curtea casei pentru a încălzi apa și a spăla rufele. Focul nefiind supravegheat, vântul puternic a purtat scânteile către casele din jur care s-au aprins. Din biserică au ars obiectele din lemn (tavanul, altarul și băncile), doar o cruce comemorativă de la misiuni scăpând neatinsă. Clădirea bisericii a fost reparată, primind forma actuală.
La 7 iulie 1907, preotul Leonhard Haschler (n. 1879) pleacă la Câmpulung, iar în locul lui vine preotul vicar Franz Brenny (n. 1866).

### Situația parohiei în perioada interbelică
Destrămarea Austro-Ungariei și Unirea Bucovinei cu România din noiembrie 1918 au produs unele schimbări în organizarea bisericească. Odată cu trecerea Bucovinei sub administrație românească s-au reglementat noi relații între Regatul României și Vatican. Pentru administrarea noilor teritorii unite cu România, Vaticanul l-a desemnat pe ES Józef Bilczewski (1860-1923), arhiepiscop de Liov (1900-1923), ca administrator apostolic al Bucovinei. În anul 1921, statul papal a înființat un Vicariat general în Bucovina (cu sediul la Cernăuți), care a fost condus de pr. Josef Schmidt.
În perioada interbelică, comunitatea catolică din Parohia Gura Humorului a continuat să crească numeric. Astfel, în 1927 erau 4.766 credincioși; în 1935 parohia avea șapte filiale și un total de 4.600 de credincioși.
Conform recensământului din 1930, în orașul Gura Humorului locuiau 6.042 persoane, dintre care 2.425 germani (40,13%), 1.951 evrei (32,29%), 1.357 români (22,45%), 161 polonezi (2,66%), 61 ruteni (1%), 17 cehi și slovaci, 11 armeni, 11 unguri, 7 ruși, 5 țigani, 4 sârbi, croați și sloveni, 3 greci, 28 de alte neamuri și 1 de naționalitate nedeclarată. Din punct de vedere al religiei, populația era alcătuită din 2.631 romano-catolici (43,54%), 1.951 mozaici (32,29%), 1.280 ortodocși (21,18%), 100 evanghelici (luterani) (1,65%), 25 greco-catolici, 22 lipoveni, 22 adventiști, 4 unitarieni, 4 baptiști, 1 armeano-gregorian, 1 armeano-catolic și 1 de religie nedeclarată.
Ca urmare a încheierii Tratatului româno-german prin care locuitorilor germani ai României li se permitea să emigreze în Germania, majoritatea catolicilor de etnie germană au plecat în anul 1940 din Gura Humorului și comunitățile afiliate: Boureni, Bucșoaia, Capu Câmpului, Capu Codrului, Frasin, Mănăstirea Humorului, Păltinoasa și Voroneț. Numărul credincioșilor din Parohia Gura Humorului s-a astfel redus foarte mult. Deoarece majoritatea preoților germani din Bucovina plecaseră în 1940 în Germania, în 1941 erau preoți doar în parohiile din Cacica, Solonețu Nou și Suceava din Vicariatul General al Bucovinei. În aceste condiții, episcopul de Iași Mihai Robu l-a chemat din Germania pe preotul Eugen Baltheiser (care avea cetățenia română). Acesta i-a preluat spiritual pe toți credincioșii catolici din Bucovina de Sud, stabilindu-și reședința în casa parohială din Gura Humorului.
Episcopul Robu a fost nevoit să reorganizeze parohiile catolice din Bucovina. Ca urmare a emigrării credincioșilor germani, comunitățile catolice din parohiile bucovinene se reduc numeric, iar unele parohii nu se mai justifică. Astfel, în Monitorul Oficial nr. 231 din 2 octombrie 1943 este publicată noua împărțire a parohiilor catolice. Parohia Gura Humorului este desființată, fiind inclusă ca filială în Parohia Câmpulung.

### După al Doilea Război Mondial
După război, de pastorația credincioșilor din Gura Humorului s-au ocupat preoții Iosif Schurgoth (Szurgot) și Francisc (Franz) Astalosch. Prin plecarea germanilor, comunitatea catolică din localitate s-a redus mult. Astfel, la 31 decembrie 1982, Parohia Gura Humorului mai avea în îngrijire spirituală doar un număr de 64 familii cu 158 credincioși.
La 24 noiembrie 1985, s-a sărbătorit într-un cadru festiv, cu participarea mons. Petru Gherghel, a mai multor preoți și a numeroși credincioși din localitățile catolice învecinate, aniversarea a 200 de ani de la înființarea Parohiei Romano-Catolice Gura Humorului.
După răsturnarea regimului comunist în decembrie 1989, numărul membrilor comunității s-a mărit în principal prin stabilirea în Gura Humorului a mai multor credincioși catolici de origine poloneză din comunitățile din jur: Poiana Micului, Pleșa, Solonețu Nou și Păltinoasa, precum și a unor credincioși catolici români din alte localități aflate în centrul Moldovei. Situația enoriașilor parohiei a fost următoarea:
- 1993 - 402 familii cu 833 credincioși, dintre care 238 familii cu 462 credincioși în Gura Humorului, 75 de familii cu 159 credincioși în Frasin, 60 de familii cu 172 credincioși în Păltinoasa, iar restul de 56 familii cu 160 credincioși în 11 localități [3]
- 1999 - 390 familii cu 924 de credincioși
- 2003 - 306 familii cu 670 credincioși (cea mai mare filială era cea din Frasin cu circa 60 de familii și 135 de credincioși) [16]

În timpul păstoririi preotului Ștefan Babiaș (1996-2006) a fost construită casa parohială din Gura Humorului și s-a renovat biserica din Frasin. Preotul Babiaș a fost numit la 15 martie 2005 în funcția de decan de Bucovina.

### Situația parohiei în secolul al XXI-lea

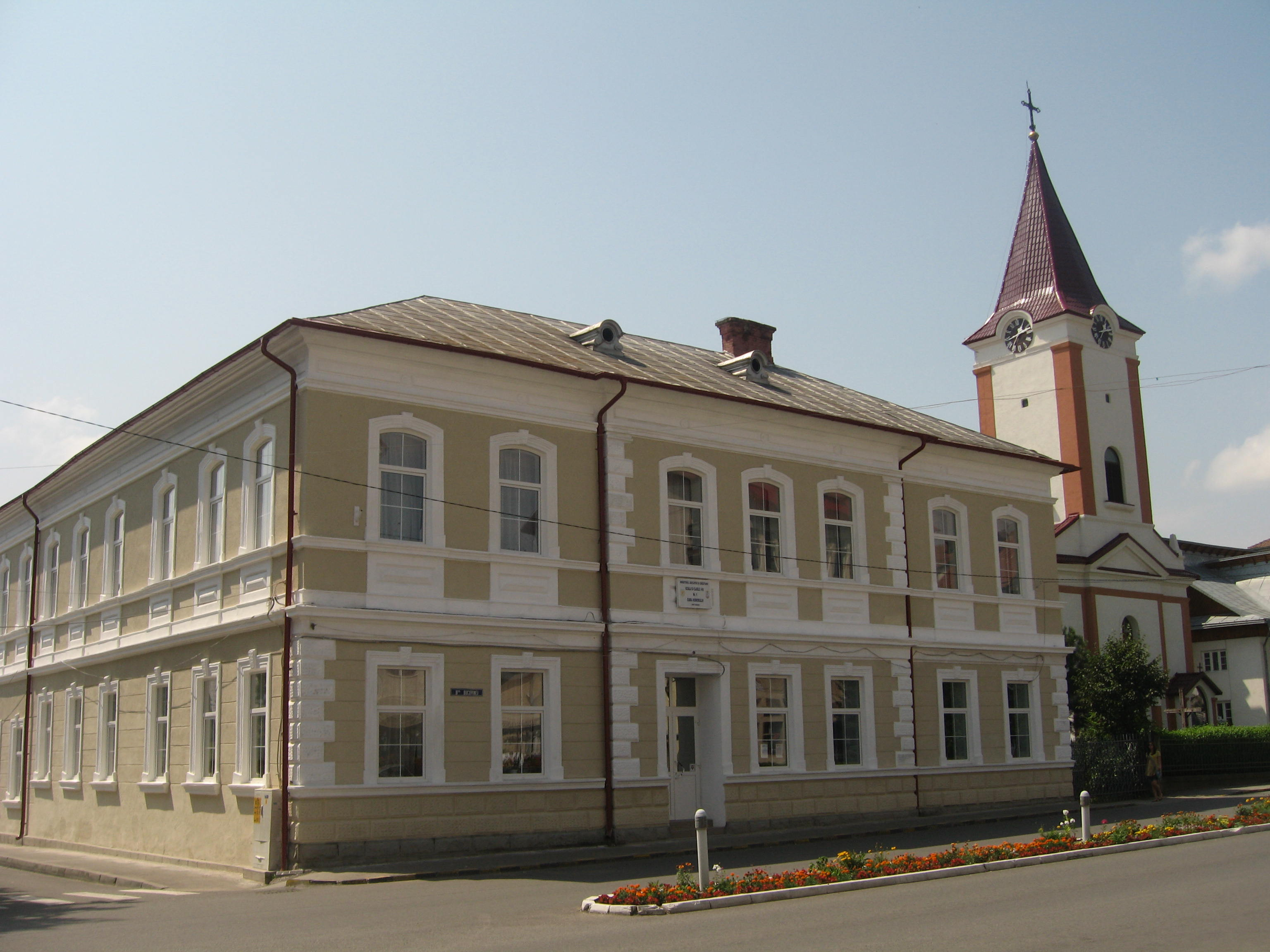
Două clădiri vechi: Școala generală nr. 1 (1812) și biserica (1811).

În perioada 28-30 ianuarie 2005, episcopul Petru Gherghel de Iași s-a aflat într-o vizită pastorală în Parohia Gura Humorului, a participat la liturghii și s-a întâlnit cu credincioșii parohiei. El a celebrat sfânta liturghie în biserica parohială, precum și în bisericile din Frasin și Stulpicani.
În timpul păstoririi preotului Toma Rediu (2006 - 2010) s-au efectuat noi lucrări de modernizare a bisericii:
- vechea pardoseală din prezbiteriu a fost înlocuită cu una din marmură;
- altarul pe care se celebrează Sf. Liturghie a fost refăcut din marmură;
- acoperișul din tablă a fost înlocuit, iar fațada bisericii a fost renovată.

În anul 2010, situația parohiei era următoarea: Gura Humorului (210 familii cu 425 credincioși), Frasin (52 familii cu 101 credincioși), Voroneț (10 familii cu 25 credincioși), Ostra (8 familii cu 20 credincioși), Mănăstirea Humorului (8 familii cu 19 credincioși), Capu Câmpului (4 familii cu 12 credincioși), Stulpicani (5 familii cu 8 credincioși), Capu Codrului (3 familii cu 6 credincioși). Aceste comunități aveau mulți credincioși în trecut, dar au ajuns să fie astăzi reduse numeric ca urmare a emigrării credincioșilor de limbă germană.
În perioada 16-19 iunie 2011 s-a aflat aici icoana Sfintei Fecioare Maria de la Cacica. La 19 iunie 2011 (de sărbătoarea hramului) s-au aniversat 200 de ani de existență a bisericii, la acest eveniment participând episcopul de Iași, Petru Gherghel, pr. Iosif Păuleț, decan de Bucovina, precum și mai mulți alți preoți. Înainte de a oficia Sfânta Liturghie, episcopul Petru Gherghel a dezvelit și a sfințit o placă comemorativă de marmură neagră plasată pe peretele din partea dreaptă a intrării în biserică. Pe această placă se află următoarele inscripții trilingve (română, poloneză și germană): 
„NIHIL SINE DEO” 
1811-2011 
200 de ani de la construirea Bisericii Romano-Catolice „Sfânta Treime” din Gura Humorului 
200-lecie Kościoła rzymskokatolickiego pw. Trójcy Świetęj w Gura Humorului
200 Jahre seit der Weihe der römisch-katholischen Dreifaltigkeits-Kirche in Gura Humorului
Placa a fost dezvelită astăzi, 19 iunie 2011, datorită Uniunii Polonezilor din România 
Tablice odsłonięto 19 czerwca 2011 roku dzięki Związkowi Polaków w Rumunii
Die Gedenktafel heute, am 19. Juni 2011, dank dem Polnischen Bund aus Rumänien, enthüllt wurde”
După liturghie, la sediul Forumului German din Gura Humorului a fost organizată o expoziție de fotografii ilustrând istoria bisericii și a comunității romano-catolice din Gura Humorului.
Din această comunitate provin: pr. Rudolf Dobosch (1913-1994) - care a activat în Arhidieceza de Viena - și pr. Eduard Lang (1915-1977) - care a activat în Austria.

### Organizarea parohiei
În prezent, Parohia „Preasfânta Treime” din Gura Humorului are 10 filiale, dintre care 3 cu biserică (Frasin - cu Biserica „Nașterea Sfintei Fecioare Maria” din 1898, Stulpicani - cu Biserica „Înălțarea Sfintei Cruci” din 1903 și Valea Moldovei - cu Biserica „Sf. Dumitru” din 1891) și 7 fără biserică (Capu Câmpului, Capu Codrului, Drăgoiești, Mălini, Mănăstirea Humorului, Măzănăești și Voroneț).
În filiala Ostra se celebrează Sfânta Liturghie într-o biserică ortodoxă după programul celebrărilor credincioșilor ortodocși, deoarece aici nu este biserică catolică. Credincioșii catolici din Ostra sunt români catolici veniți la lucru la mină din localitățile catolice din centrul Moldovei: Nisiporești, Hălăucești, Izvoarele, Răchiteni, Săbăoani, Tețcani, Barați, Galbeni (Bacău), Butea, Răducăneni, Gherăești (Neamț), Adjudeni, Brusturoasa (Bacău), dar și din unele localități din Bucovina ori din alte zone ale țării. Anterior, Parohia Gura Humorului a avut o filială și la Vadu Negrilesei, a cărei biserică a fost cedată în folosința comunității ortodoxe din localitate.
În biserica parohială se oficiază Liturghii în limba română zilnic. În filiala Frasin se celebrează liturghii în fiecare duminică, iar în filialele Stulpicani, Ostra și Valea Moldovei se celebrează o dată pe lună, respectiv în prima duminică din lună la Stulpicani, în a doua la Ostra și în a treia la Valea Moldovei. Este de menționat faptul că de hramul bisericii se oficiază trei liturghii: în limbile germană, polonă și română.

## Descrierea bisericii

### Arhitectură
Biserica este construită în stil neoromantic. Dimensiunile ei sunt următoarele: lungime - 33 m, lățimea navei - 10 m, lățimea la cruciere - 18 m, înălțimea navei - 8 m și înălțimea până la cruce - 30 m.

### Exterior
La intrarea în biserică, în partea dreaptă, există o cruce din anul 1940 cu un corpus confecționat din tablă groasă, care este găurit de gloanțele din timpul celui de-al II-lea Război Mondial. În partea stângă a intrării se află o statuetă din ghips reprezentând-o pe Sfânta Fecioară Maria așa cum a apărut de 18 ori Sfintei Bernadeta Soubirous la Lourdes (Franța) în anul 1858.

### Interior

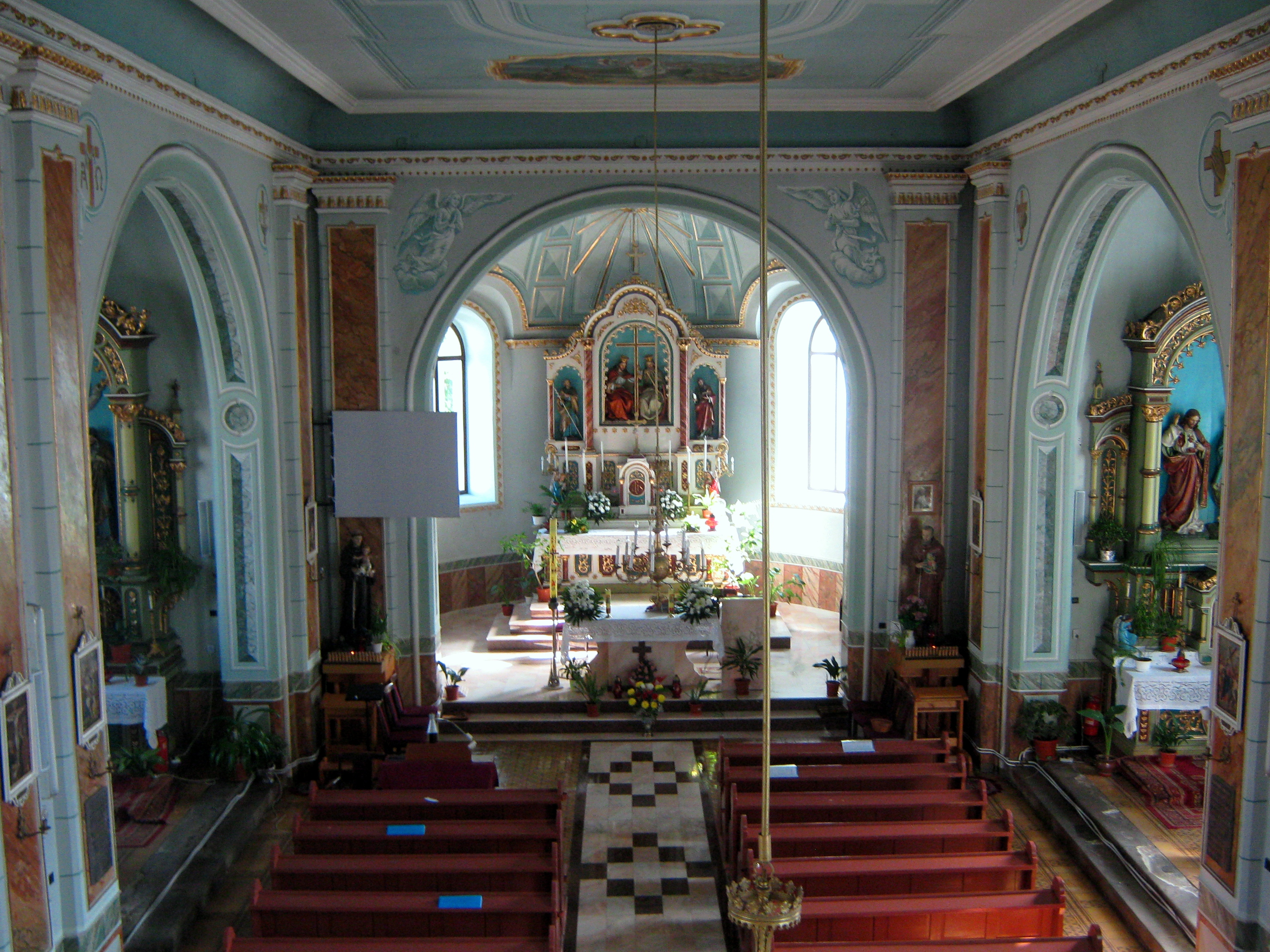
Interiorul bisericii văzut de la balconul corului

Pereții și plafoanele sunt pictate în culori de apă din gama cromatică: orange - ocru - siena naturală - siena arsă. Stâlpii și lambriurile sunt executate în culori pe bază de ulei (imitații de marmură) din aceași gama ca și pereții și plafoanele, iar stațiunile Căii Sfintei Cruci sunt pictate la dimensiunile ≈ 70 X 120 cm, având rame din profile și ornamente din ipsos.
Altarul principal dedicat Sfintei Treimi (sub patronajul căreia este plasată biserica) este sculptat în lemn de brad și de tei, fiind pictat; pe el se află statueta lui Dumnezeu Tatăl, reprezentat ca un bătrân cu barbă, care se află lângă Cristos cu crucea în mână, iar mai sus se află Duhul Sfânt reprezentat sub chip de porumbel. Tot pe altarul principal se află și statueta Sfântului Petru (în stânga) și statueta Sfântului Paul (în dreapta). De o parte și de alta a altarului străjuiesc doi îngeri în adorație, iar tabernacolul are monograma lui Cristos: IHS.
Altarul din stânga este din lemn sculptat, fiind dedicat Sfintei Familii. Aici se află statuetele Sfântului Iosif, a Sfintei Fecioare Maria și a lui Isus copil, deasupra cărora se află Tatăl și Sfântul Duh. Alături este statueta Sfântului Anton de Padova, mult invocat de credincioșii parohiei.
Altarul din dreapta este din lemn sculptat, fiind dedicat Preasfintelor Inimi a lui Isus și a Mariei. Lângă acesta se află statueta Fericitului Ieremia Valahul, primul român beatificat de Biserica Romano-Catolică. Cele trei altare sunt vopsite în culori pe bază de ulei alb și ornamentate cu foițe de aur. În total sunt amplasate 12 statuete.

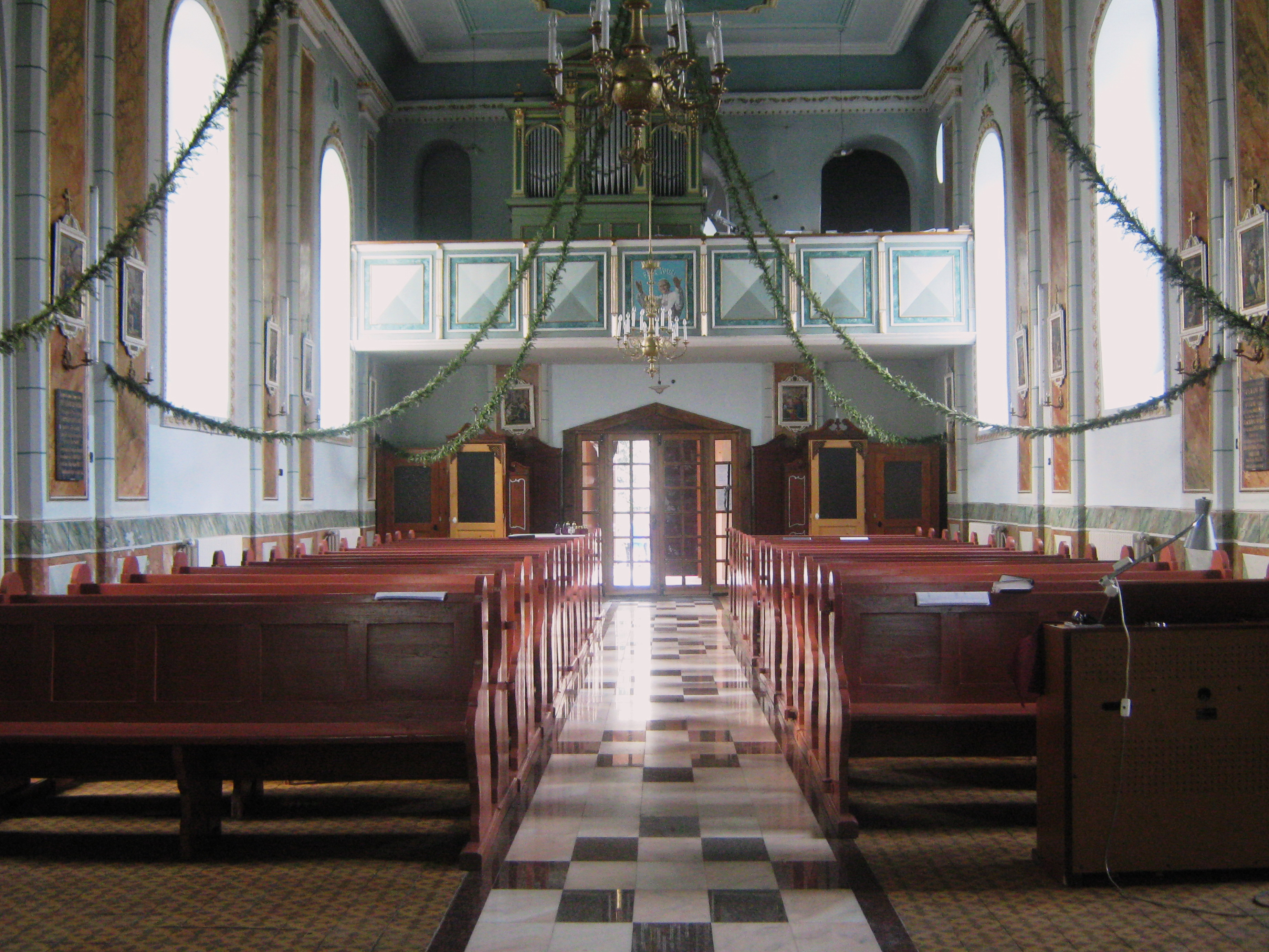
Interiorul bisericii văzut din prezbiteriu

Picturile din prezbiteriu îi reprezintă pe cei patru evangheliști, minunea înmulțirii pâinilor și predica fericilor de pe munte. Pe peretele din partea stângă a altarului se află pictați următorii sfinți: Sfânta Maria Goretti, Sfânta Elisabeta și Sfânta Barbara, iar pe plafonul navei este pictat Isus ajutându-l pe Sfântul Iosif, purtătorul său de grijă.
Pe plafonul navei din dreapta se află imaginea lui Isus în agonie în Grădina Ghetsemani, iar pe pereți se afla pictați Sfântul Dominic Savio, Sfântul Cazimir și Sfântul Ioan-Maria Vianney.
Pe peretele din stânga al bisericii se află o placă de marmură neagră având următoarea inscripție în limba latină: „Gloriosissime regnante PAPA LEONE XIII. Archiepiscopo Leopoliensi SEVERINO Équite de Dąbrowa MORAWSKI Decano Suczawiensi EDUARDO NISTENBERGER Aedes haec opera CLEMENTIS SWOBODA Parochi loci adjuvantibus procuratoribus Ecclesiae CAROLO KLOSTERMANN PETRO HAASEL JOANNE BRANDL Anno Domini MDCCCXCV amplificata atque restaurata.”
Pe peretele din dreapta se află o altă placă de marmură neagră cu următoarea inscripție în limba latină: - „Augustissimo Jmperatore FRANCISCO JOSEPHO I Praefecto Provinciae LEOPOLDO COMITE GOËS fortiter adjuvantibus c:r: Consiliario a regimine GUILELMO POMPE aeque ac c:r: Praefecto districtus Gurahumorensis FRIDERICO ROLLER Aedes haec Anno Domini MDCCCXCV amplificata atque restaurata.”

### Orga
Orga principală a bisericii a fost construită în Austria între anii 1890-1900 de către firma Rieger Jägerndorf și este unica orgă clasică din oraș. Instrumentul se găsește în tribuna de deasupra intrării principale. Prospectul (fațada orgii) este format dintr-un turn central și două ferestre laterale. Deasupra turnului este un timpan iar pe cornișele ferestrelor la margine găsim câte o urnă. Fluierele din prospect sunt dispuse câte nouă în fiecare câmp, dulapul este vopsit în verde iar ornamentele sunt aurite. Orga dispune de 522 fluiere. Consola este atașată în partea stângă a bufetului, are un singur manaul cu 54 clape (Do-fa3) și pedalier cu 27 taste (Do-re1). Registrele sunt dispuse deasupra claviaturii. Tractura pentru claviatură și registre este mecanică. Lângă manual se află inscripția: Gebrüder Rieger k.u.k. Hof-Orgelfabrik Jägerndorf Öst Schlesien" "Opus 774".

#### Lista registrelor
| Manual             | Pedalier     |
| ------------------ | ------------ |
| Bourdon 16′        | Subbass 16′  |
| Principal 8′       | Octavbass 8′ |
| Gamba 8′           | Cello 8′     |
| Gedeckt 8′         |              |
| Salicional 8′      |              |
| Dolce 4′           |              |
| Octave 4′          |              |
| Mixtur 4 fach 2⅔ ′ |              |

### Orologiul
În turnul bisericii se află un orologiu cu trei cadrane, având următoarea inscripție: „K. Kretschmer și K. Weinberger 1901”.

### Clopotele
În turn se află două clopote turnate în anul 1900, având unul 600 kg și al doilea 300 kg. Pe clopote se află două inscripții în limba latină cu următoarea traducere în limba română: „Acest clopot a fost turnat de către Andrei Geile în Anul Domnului 1900” și „După incendiul din 11 mai 1899, biserica a fost reconstruită în onoarea Sfintei Treimi, în timpul preotului paroh Clement Swoboda”.

## Preoți

### Preoți - parohi
La această biserică au slujit următorii preoți-parohi:
- pr. Paul Harrasch - A depus profesiunea în cadrul Ordinului Carmelit. A activat mai întâi ca preot militar la Câmpulung Moldovenesc (1775-1784), apoi capelan (1784-1787) și paroh la Gura Humorului (1787-1803). A fost înmormântat la Gura Humorului, dar nu i se mai cunoaște mormântul.
- pr. Theodor Lazar - A fost preot vicar la Suceava, preot observant la Gura Humorului (1803-1806), paroh la Gura Humorului (1 ianuarie 1815 - 7 decembrie 1822).
- pr. Marian Meszanos - A fost preot observant la Câmpulung Moldovenesc (1784-1785) și apoi la Gura Humorului (1806-1838). În perioada păstoririi sale, a fost construită actuala biserică.
- pr. Adam Kossahowschi, S.J. - A fost preot observant la Gura Humorului (1838-1843). El este cel care a comandat clopotele. În pastorația sa, l-au ajutat urmǎtorii preoți colaboratori: pr. Francisc Cornet, pr. Gaspar Stibel, pr. Iacob Bogdana.
- pr. Gaspar Stibel, S.J. - preot observant (1837 – 1843)
- pr. Francisc Cornet, S.J. - preot observant (1841 - 10 octombrie 1843)
- pr. Anton Bereznicki - paroh (15 septembrie 1843 - 1865)
- pr. Josepfus Neumann - paroh (1866 – 1878)
- pr. Francisc Adrian Pregentanz - paroh (1879 – 1888)
- mons. Clemens Swoboda (n. 16 mai 1853, Gran, Ungaria - d. 31 ianuarie 1928, Cernăuți) - A fost sfințit preot la Lemberg, în data de 30 iulie 1876. A activat ca vicar la Cozmeni (20 august - 27 octombrie 1876), Gura Humorului (27 octombrie - 2 decembrie 1876), Cozmeni (2 decembrie 1876 - 20 septembrie 1879), Suceava (20 septembrie 1879 - mijlocul anului 1880) și Siret (mijlocul anului 1880 - 8 noiembrie 1883), capelan la Zastavna (8 noiembrie 1883 - 1 iulie 1889), paroh la Gura Humorului (1 iulie 1889 - 1902), paroh și decan la Suceava (1902 - 5 iunie 1904), paroh la Rădăuți (5 iunie 1904 - 9 iunie 1921), decan de Rădăuți (1 ianuarie 1907 - 9 iunie 1921), paroh de Cernăuți și Vicar General al Bucovinei (9 iunie 1921 - august 1924). În august 1924, fiind grav bolnav, a demisionat din toate funcțiile deținute. A murit la Cernăuți, unde a fost și înmormântat.
- pr. Karl Morosiewicz (n. 23 ianuarie 1871, Suceava - d. 29 septembrie 1929, Cernăuți) - A fost sfințit preot la Lemberg la 14 iulie 1895. A activat ca vicar parohial la Gura Humorului, la Rădăuți (24 noiembrie 1895 – 29 iunie 1904) și la Dornești, cu reședința la Rădăuți (29 iunie – decembrie 1904), administrator parohial la Rădăuți (22 ianuarie 1903 - 31 mai 1904), paroh la Gura Humorului (decembrie 1904 - 1924) și apoi la Rădăuți (3 noiembrie 1924 - 29 septembrie 1929), decan de Rădăuți (17 iulie 1925 - 29 septembrie 1929).
- pr. Sigismund Mück, CFX (n. 4 octombrie 1887, Cernăuți - d. 11 septembrie 1953, Breitenfurt bei Wien, Austria) - A depus profesiunea în cadrul Congregației Sf. Francis Xavier (1907). A activat ca paroh de Gura Humorului (1924 - 1940). A emigrat în Germania în 1940. El a schimbat Parohia Stophenreuth cu Parohia Breitenfurt la 1 septembrie 1952 cu preotul paroh Ignaz Nefischer. A rămas ca preot la Breitenfurt până la moartea sa, survenită la 11 septembrie 1953, și a fost înmormântat în cimitirul din localitate.
- pr. Eugen Baltheiser (n. 9 iunie 1914, Arefu, județul Argeș - d. 10 februarie 1998, Birkendorf, Germania) - Tatăl său era originar din Nürnberg, iar mama din Cernăuți. Imediat după nașterea lui Eugen, ei se mută în Bucovina, la Vatra Dornei. În 1928 a intrat la Seminarul diecezan din Iași, apoi a fost trimis în Germania, la Münster și la Paderborn, pentru a studia filozofia și teologia. Din cauza unei boli nu a putut fi hirotonit preot în 1939, împreună cu foștii săi colegi, ci abia la 5 mai 1940, în Paderborn. Întors în țară a activat între anii 1941-1944 în orașele Gura-Humorului și Fălticeni, apoi a fost numit ca paroh la Rădăuți (20 august 1946 - 2 august 1952). În data de 2 august 1952 a fost arestat de Securitate chiar în sediul casei parohiale din Rădăuți (conform foii matricole penale eliberate de Direcția Regională a Securității Populare a regiunii Suceava). În 1956 a fost eliberat și a fost numit paroh la Roman. În 1973 a fost forțat să părăsească România și s-a stabilit în Germania, ca pensionar în Dieceza de Freiburg. Aici s-a ocupat mult de tineri și a fost numit „spiritual al tineretului în tot decanatul”. Din cauza bolii, în 1984, s-a pensionat și s-a retras în Parohia Birkendorf (Uhrlingen). A murit la 10 februarie 1998 în această localitate, fiind înmormântat tot acolo pe data de 14 februarie.
- pr. Iosif Schurgoth (n. 15 martie 1905, Frasin, județul Suceava - d. 27 septembrie 1986, Iași) - A fost sfințit preot la 19 decembrie 1931, la Genova (Italia), unde se afla la studii. A funcționat ca paroh la Siret (1940-1943), iar apoi preot la Gura Humorului din anul 1945 pâna la moartea sa survenită la 27 septembrie 1986. A fost înmormântat în Cimitirul Eternitatea din Iași, alături de rudele sale. Mormântul pr. Iosif Schurgoth se află în rândul doi, la jumătatea drumului, pe partea stângă a aleii care duce de la capela maicilor spre cavoul preoților. La baza crucii, pe o placă de marmură, lângă fotografie, se află următoarea inscripție: „Preot Iosef Schurgoth, decan de Iași și Suceava: * 15.III. 1905 - † 27.IX. 1986”.

În perioada 1 octombrie 1966 - 1 martie 1968,  preotul Iosif Schurgoth  a fost înlocuit de preotul Francisc Astalosch.
- pr. Francisc (Franz) Astalosch (n. 25 aprilie 1913, Vatra Dornei, județul Suceava - d. 11 iulie 1997, Câmpulung Moldovenesc) - A absolvit Școala Primară de 5 clase în anul 1925 la Vatra Dornei, Liceul Seminarial în anul 1935 la Iași și Institutul Teologic Romano-Catolic „Sf. Iosif” din Iași în anul 1938. A fost sfințit preot la 9 martie 1940 de către arhiepiscopul Alexandru Th. Cisar. A activat ca vicar la București (9 martie - 1 august 1940), paroh la Greci (1 august 1940 - 1 decembrie 1952), Galați (1 decembrie 1952 - 15 octombrie 1955), Sinaia (15 octombrie 1955 - 1 decembrie 1965), vicar la Craiova (1 decembrie 1955 - 1 octombrie 1966) și Gura Humorului (1 octombrie 1966 - 1 martie 1968), apoi paroh la Câmpulung Moldovenesc (1 martie 1968 - 30 martie 1985). A fost pensionat la 1 aprilie 1985. A decedat la 11 iulie 1997 la Câmpulung Moldovenesc, unde a fost înmormântat.
- pr. Dumitru Farcaș (n. 9 august 1945, Mărgineni, județul Bacău) - A absolvit Școala generală de 7 clase la Mărgineni (1958), Școala de Cantori la Iași (1962) și Institutul Teologic din Iași (1968). A fost sfințit preot la 15 august 1968 de către episcopul Petru Pleșca. A activat ca vicar la Pildești (1 ianuarie 1969 - 1 decembrie 1972), Gherăești (1 decembrie 1972 - 1 martie 1974) și Răducăneni (1 martie 1974 - 1 mai 1978), administrator la Institutul Teologic din Iași (1 mai 1978 - 1 februarie 1979), paroh la Bălușești (1 februarie 1979 - 1 octombrie 1982), administrator la Parohia „Adormirea Maicii Domnului” din Iași (1 octombrie 1982 - 1 iulie 1985), paroh la Gura Humorului (1 iulie 1985 - 1 septembrie 1996) și la Parohia „Sf. Tereza” din Roman (1 septembrie 1996 - 1 septembrie 2011). S-a pensionat la 1 septembrie 2011.
- pr. Ștefan Babiaș (n. 29 aprilie 1960, Baineț, județul Suceava - d. 21 martie 2010, Suceava) - A absolvit Școala generală de 10 clase la „C.N. Eudoxiu Hurmuzachi” din Rădăuți (1977), Școala de Cantori din Iași (1979) și Institutul Teologic din Iași (1986). A fost hirotonit preot la 29 iunie 1986, la Iași, de către episcopul Ioan Robu. A activat ca vicar la Rădăuți (1 august 1986 - 31 iulie 1988) și Iugani (1 august 1988 - 31 iulie 1989), paroh la Solonețu Nou (1 august 1989 - 31 august 1996), Gura Humorului (1 septembrie 1996 - 31 august 2006) și Suceava (1 septembrie 2006 - 21 martie 2010), decan de Bucovina și membru al Consiliului Prezbiteral (15 martie 2005 - 21 martie 2010). A fost înmormântat la Siret.
- pr. Toma Rediu (n. 20 ianuarie 1953, Iugani, județul Iași) - A absolvit Școala generală de 8 clase la Iugani (1968), Școala de Cantori la Iași (1973) și Institutul Teologic din Iași (1979). A fost sfințit preot la 29 iunie 1979 de către episcopul Antal Jakab. A activat ca vicar la Târgu Trotuș (1 august 1979 - 1 octombrie 1981), apoi ca paroh la Florești (1 octombrie 1981 - 1 august 1986), Botoșani (1 august 1986 - 1 septembrie 2006), Gura Humorului (1 septembrie 2006 - 1 septembrie 2010) și Onești (1 septembrie 2010 -). De asemenea, el îndeplinește și funcția de decan de Trotuș (1 octombrie 2010 -).
- pr. Valentin Cochior (n. 29 ianuarie 1962, Nicolae Bălcescu, județul Bacău) - A absolvit Școala generală de 8 clase la Faraoani (1977), liceul la Bacău (1979), Școala de Cantori la Iași (1982) și Institutul Teologic din Iași (1989). A fost sfințit preot la 25 iunie 1989 de către episcopul Ioan Robu. A activat ca vicar la Oituz (1 august 1989 - 1 august 1992) și la Parohia „Sf. Tereza” din Roman (1 august 1992 - 18 aprilie 1996), apoi ca paroh la Moinești (18 aprilie 1996 - 1 septembrie 2010) și Gura Humorului (1 septembrie 2010 -).

### Preoți - vicari (începând cu anul 1989)
- pr. Iosif Gherghel ( n. 12 martie 1960, Gherăești) - A absolvit Școala Generală de 8 clase la Gherăești (1976), Liceul din Săbăoani (1979) și Institutul Teologic Romano-Catolic „Sf. Iosif” din Iași (1986). A fost sfințit preot la 29 iunie 1986 la Iași de către ep. Ioan Robu. A activat ca vicar la Mircești (1 august 1986 - 1 noiembrie 1987), Gioseni (1 noiembrie 1987 - 1 august 1989), Gura Humorului (1 august 1989 - 25 martie 1990), paroh la Cotnari (25 martie 1990 - 1 septembrie 2006) și Fǎrcǎșeni (1 septembrie 2006 -).
- pr. Alois Farțadi (n, 2 august 1964, Faraoani) - A absolvit Școala generală de 10 clase la Faraoani (1980), Liceul de Construcții - Secția Mecanică din Bacău (1982), Școala de Cantori la Iași (1985) și Institutul Teologic din Iași (1992). A fost sfințit preot la 28 iunie 1992, la Faraoani, de către episcopul Petru Gherghel. A activat ca vicar la Suceava (1 august 1992 - 1 august 1995) și Gura Humorului (1 august 1995 - 13 septembrie 1997), paroh la Vizantea (14 septembrie 1997 - 30 aprilie 2002), Siret (1 mai 2002 – 1 septembrie 2009) și la Parohia „Sf. Anton” din Iași (1 septembrie 2009 - ).
- pr. Alois Balint (n. 4 mai 1967, Barticești) - A fost sfințit preot la 29 iunie 1993, la Bacău. A activat ca vicar la Gura Humorului (1997–1998). Actualmente se află la Wildbergstr, Austria.
- pr. Cristian Farcaș (n. 28 decembrie 1971, Șipote) - A absolvit Școala Generală de 8 clase la Hălceni (com. Șipote, jud. Iași) (1986), Liceul „Dimitrie Cantemir” din Iași (1990) și Institutul Teologic din Iași (1998). A fost sfințit preot la 24 iunie 1998 la Iași de către ep. Petru Gherghel. A activat ca vicar la Gura Humorului (1 august 1998 - 1 august 1999), Suceava (1 august 1999 - 1 septembrie 2000) și Parohia „Fericitul Ieremia” din Bacău (1 septembrie 2000 - 31 iulie 2004), paroh la Parohia „Sf. Tereza a Pruncului Isus” din Piatra Neamț (1 august 2004 -).
- pr. Mihai Diac (n. 25 septembrie 1972, Valea Seacă - d. 1 ianuarie 2006, Lleida, Spania) - A fost sfințit preot la 29 iunie 1999 la Iași de către ep. Petru Gherghel. A activat în perioada 1 august 1999 - 1 august 2002 în Parohia Gura Humorului, apoi în Parohia „Sf. Anton” din Iași (1 august 2002 - 1 august 2004). La 1 august 2004 a fost trimis în Spania pentru a se ocupa de românii din zona Lleida. La 1 ianuarie 2006, în Spania, în urma unui accident, a fost chemat la Domnul.
- pr. Blaj Bartolomeu (n. 19 august 1977, Barticești) - A fost sfințit preot la 29 iunie 2002 la Iași de către ep. Petru Gherghel. A activat ca vicar la Gura Humorului (1 august 2002 - 31 iulie 2004). În perioada 23 august 2004 - 22 octombrie 2004 a făcut o experiență misionară în Ecuador. A activat apoi ca vicar la Focșani (10 decembrie 2004 - 7 februarie 2005), Daule, Ecuador (11 februarie 2005 - 26 noiembrie 2005), paroh la Palestina, Ecuador (27 noiembrie 2005 -).
- pr. Iulian Ceobanu (n. 5 decembrie 1977, Gherăești, Neamț - A absolvit Școala Generală de 8 clase în anul 1992 la Gherăești, Seminarul Liceal în anul 1996 la Bacău și Institutul Teologic Romano-Catolic „Sf. Iosif” din Iași în anul 2004. A fost sfințit preot la 29 iunie 2004, la Iași. A activat ca vicar la Gura Humorului (1 august 2004 - 1 septembrie 2008), paroh la Moara, jud. Suceava (1 septembrie 2008 -).
- pr.  Emil Robu (n. 12 noiembrie 1982, Săbăoani) - A absolvit Școala Generală de 8 clase din Săbăoani în anul 1997, Liceul Seminarial din Bacău în anul 2001 și Institutul Teologic Romano-Catolic „Sf. Iosif” din Iași în anul 2008. A fost sfințit preot pe 24 iunie 2008, la Iași de către ep. Petru Gherghel. A activat ca vicar la Gura Humorului (2008-2012), Fǎrcǎșeni (2012-2014) și Ploscuțeni (2014-prezent).
- pr. Mihail Cojan (n. 1 iunie 1982, Valea Seacă) - A fost sfințit preot pe 29 iunie 2012, la Iași de către ep. Petru Gherghel. A activat ca vicar la Gura Humorului (2012-2014). Din 2014 este profesor la Liceul Catolic din Iași.

## Imagini

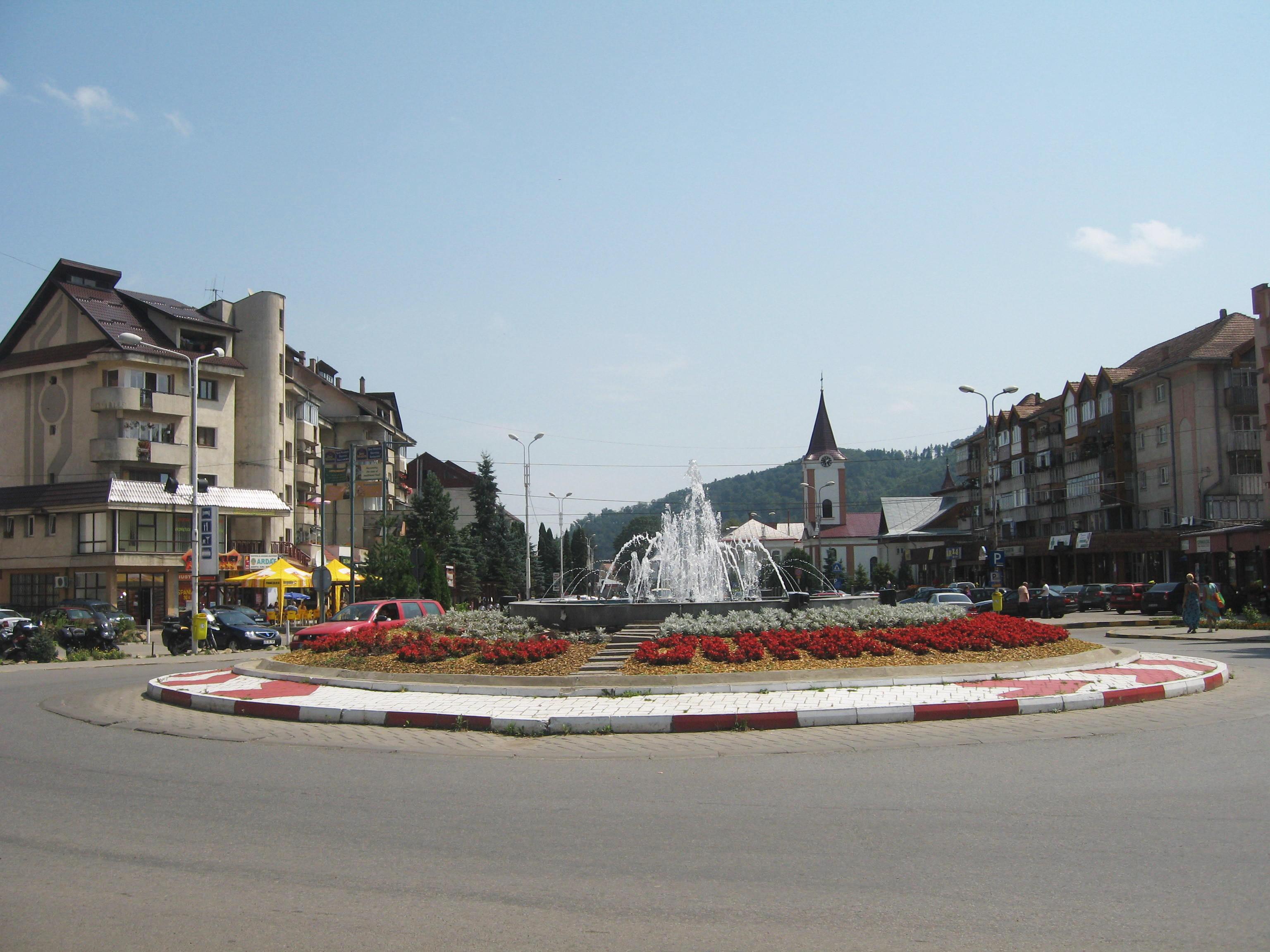
Centrul oraşului Gura Humorului. În fundal se vede biserica.
Biserica văzută de pe Strada 9 Mai
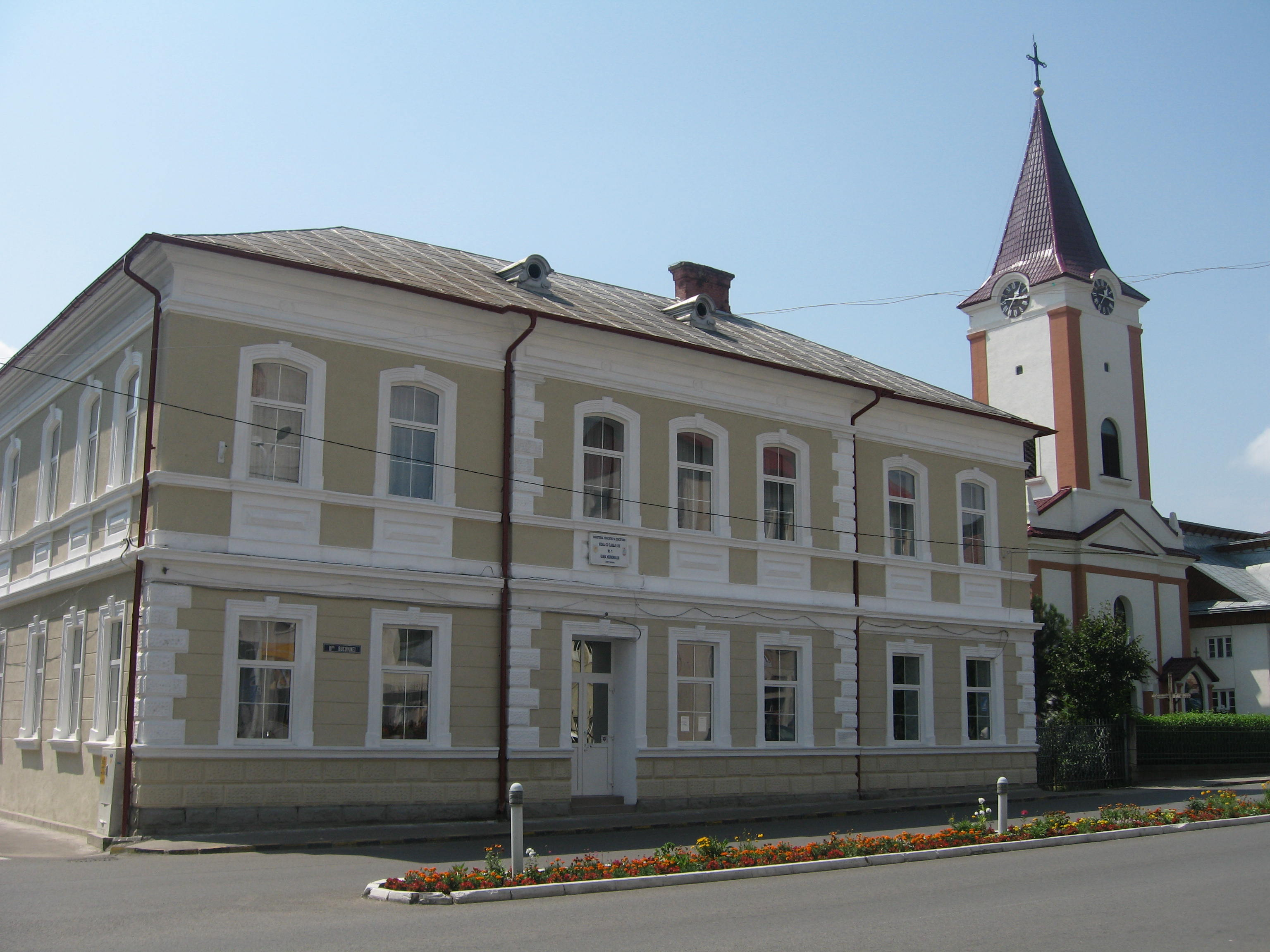
Două clădiri vechi: Școala generală nr. 1 (1812) şi biserica romano-catolică (1811).
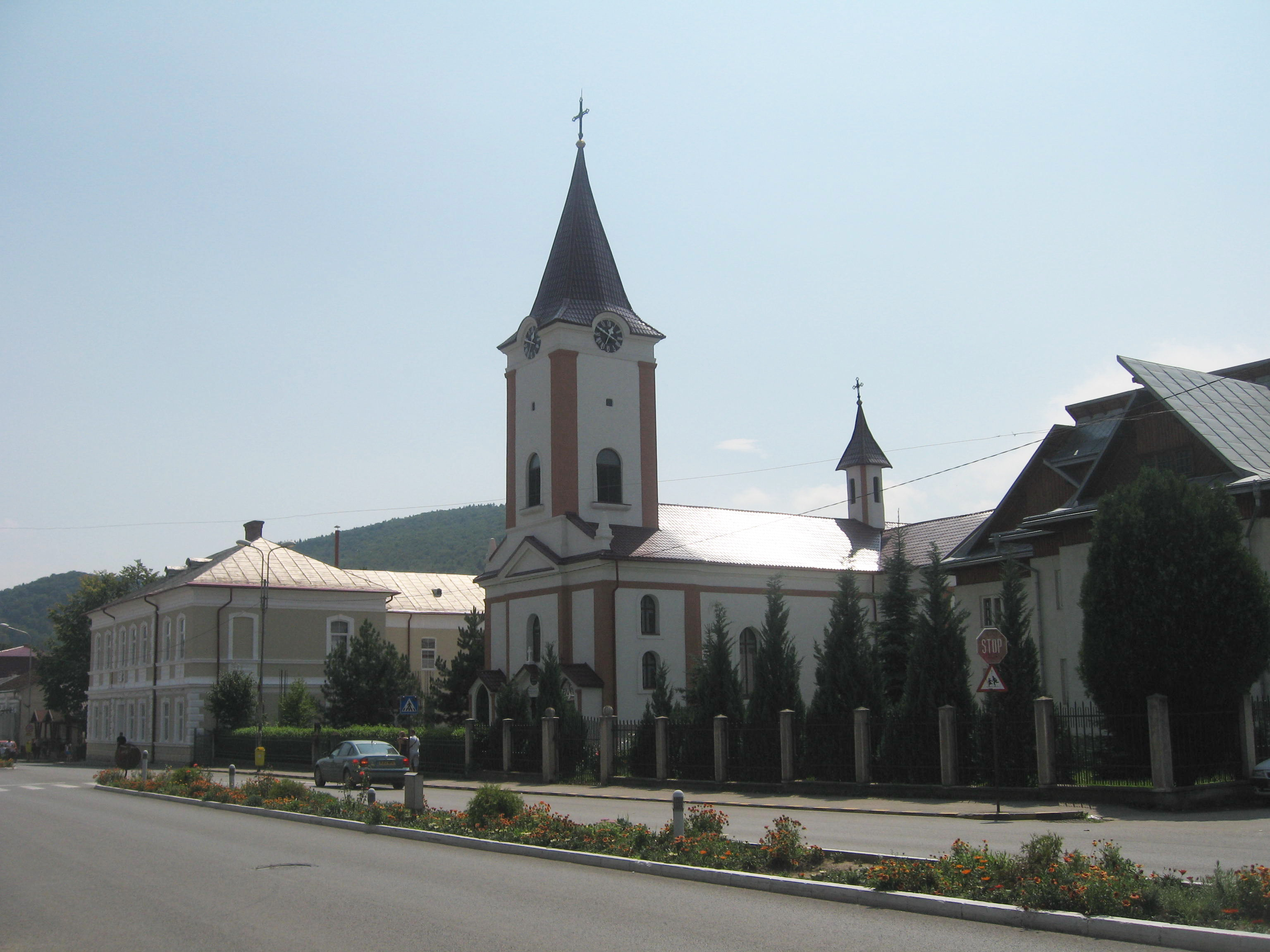
Biserica romano-catolică din Gura Humorului
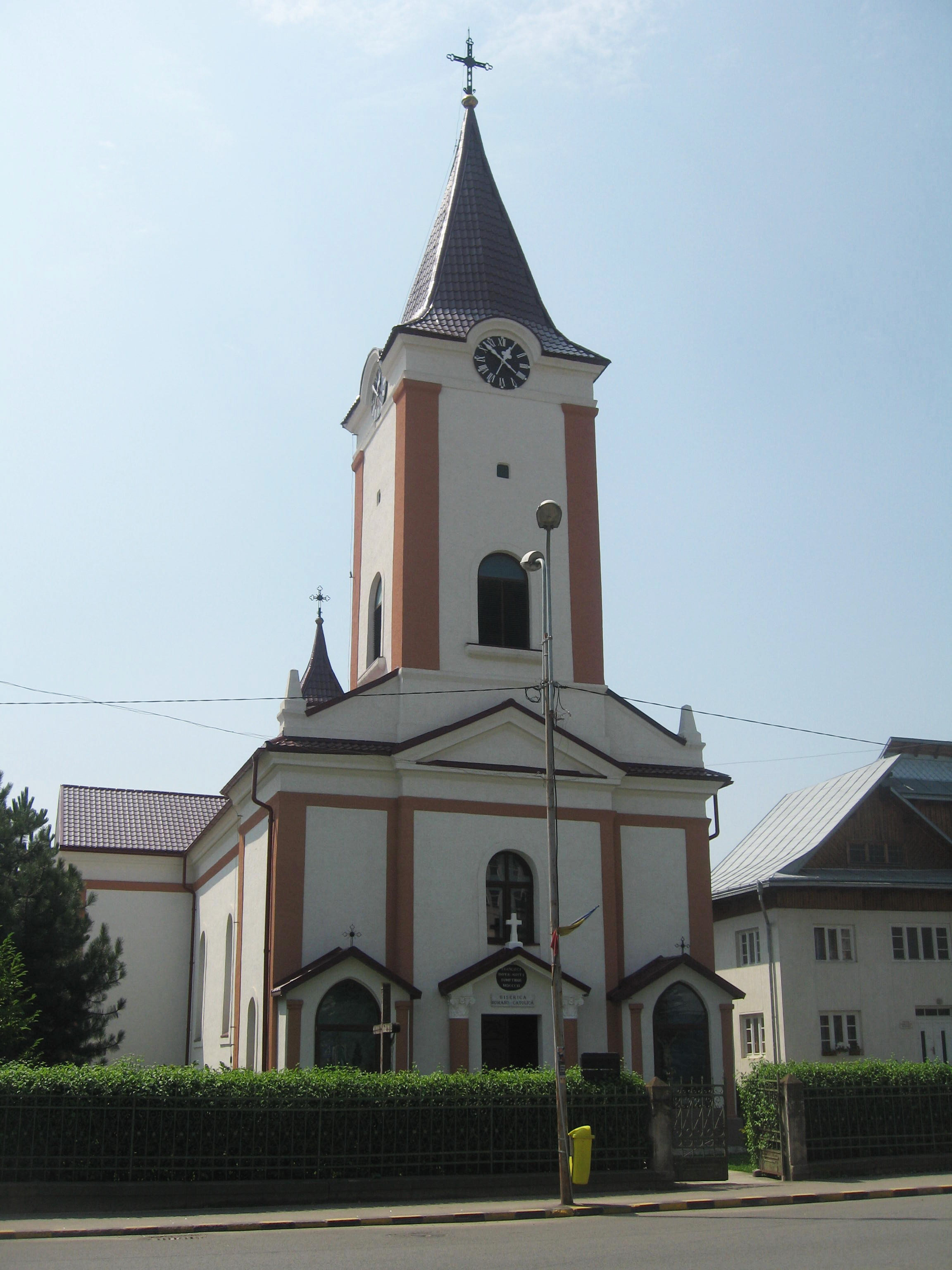
Biserica romano-catolică din Gura Humorului
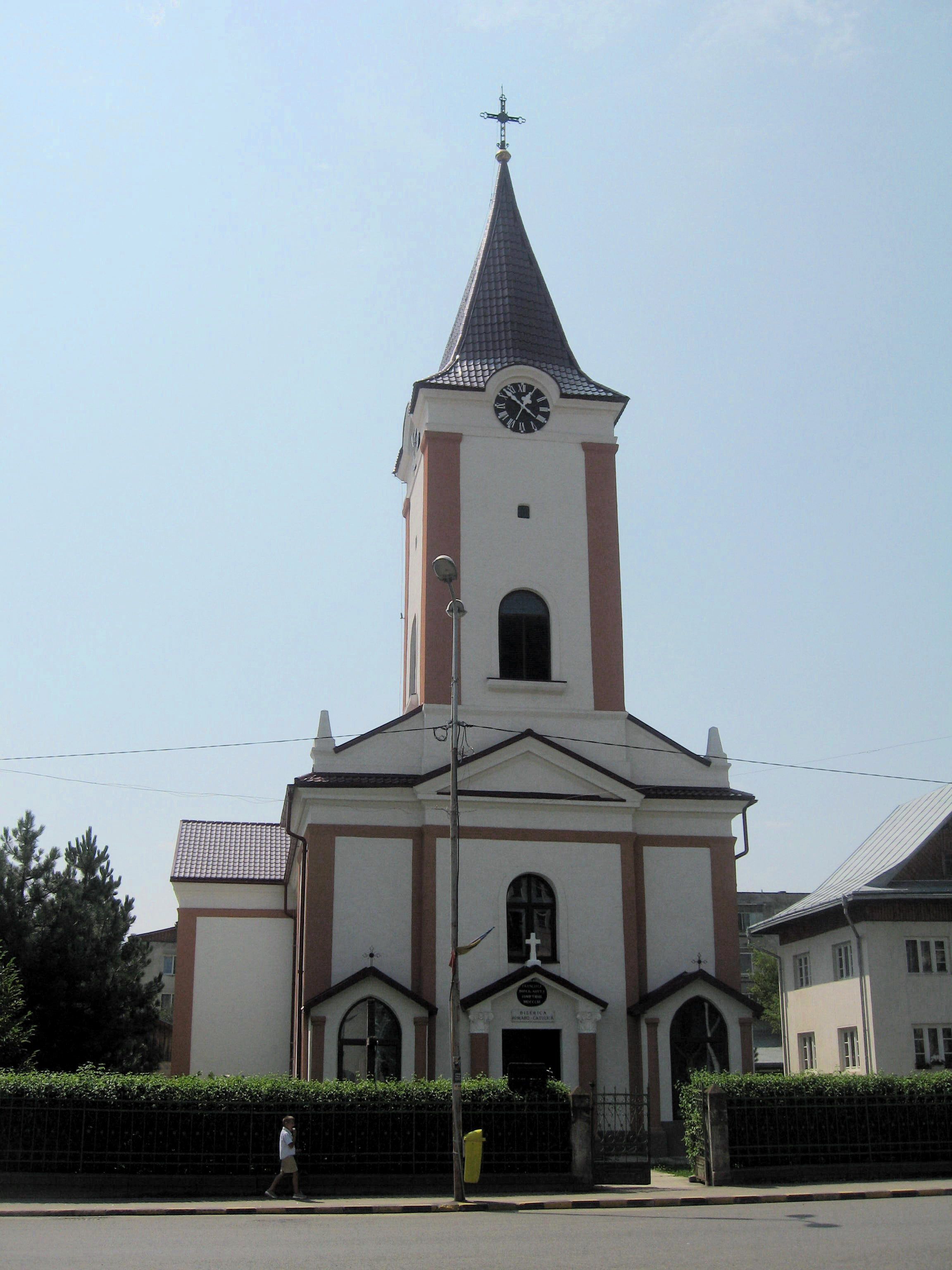
Biserica romano-catolică din Gura Humorului
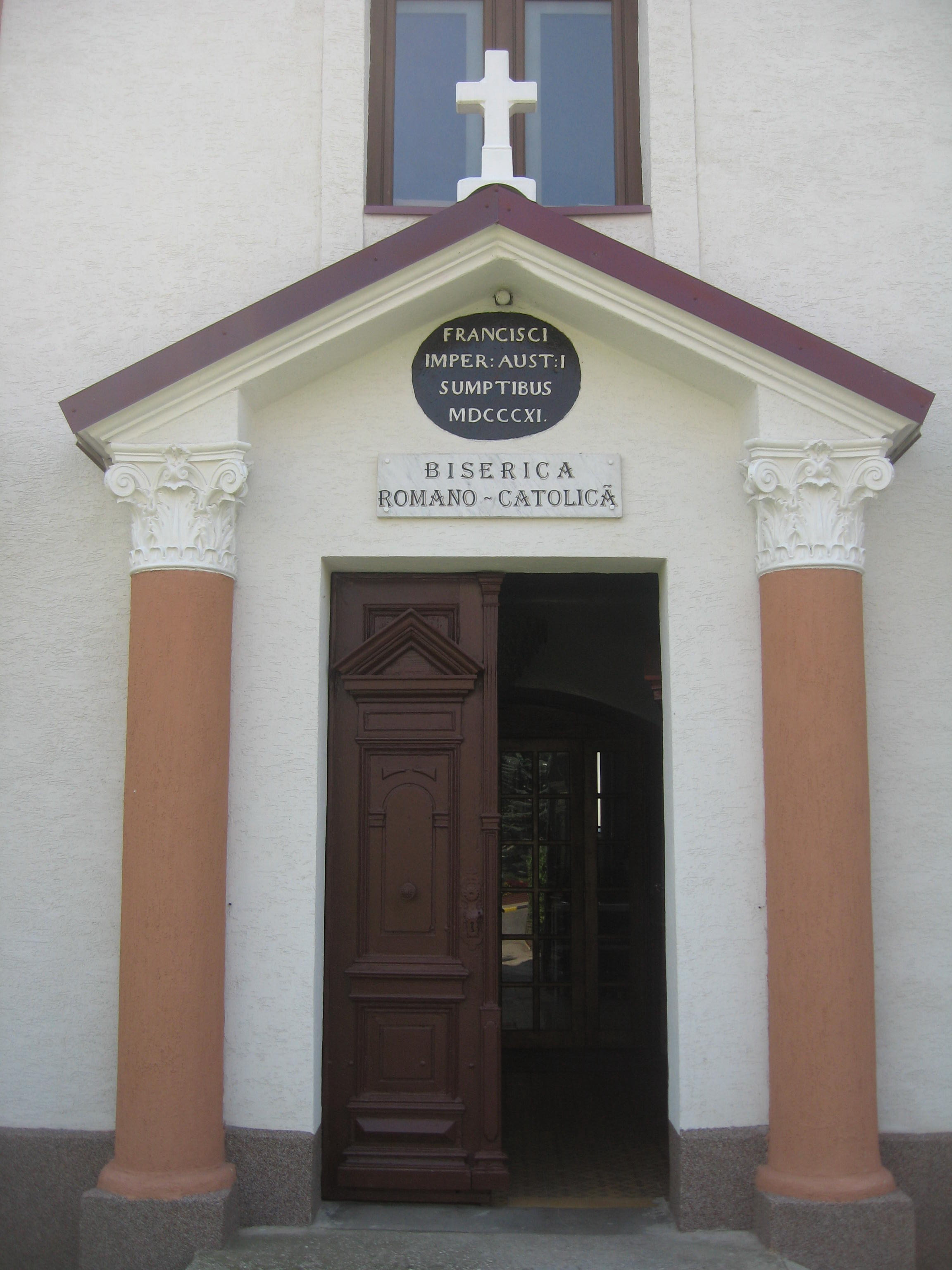
Portalul de intrare în biserică, având deasupra sa inscripţia în limba latină
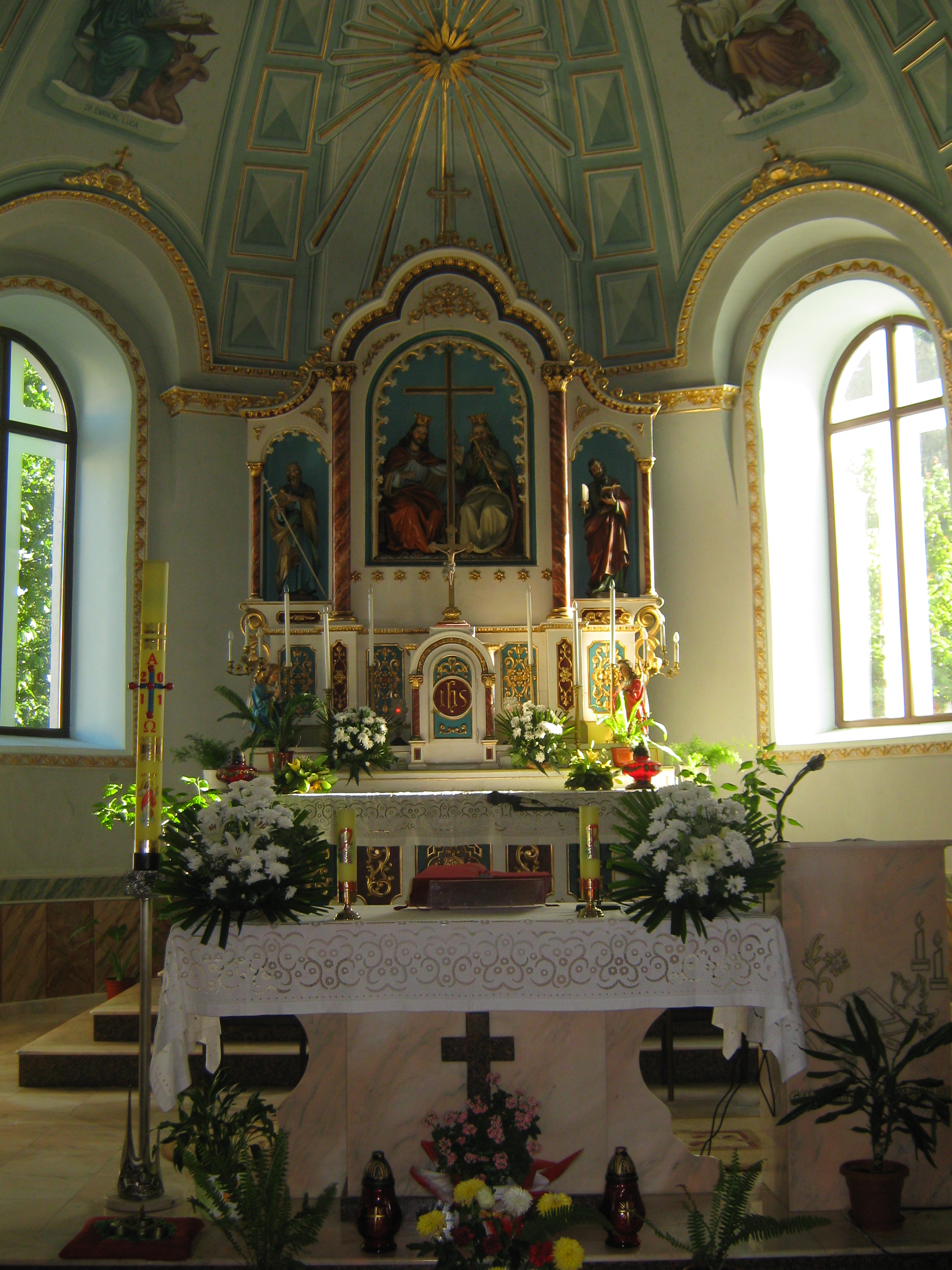
Altarul principal
Tabernacolul din altarul principal
Altarul din dreapta cu statueta Preasfintei Inimi a Mariei şi a lui Isus
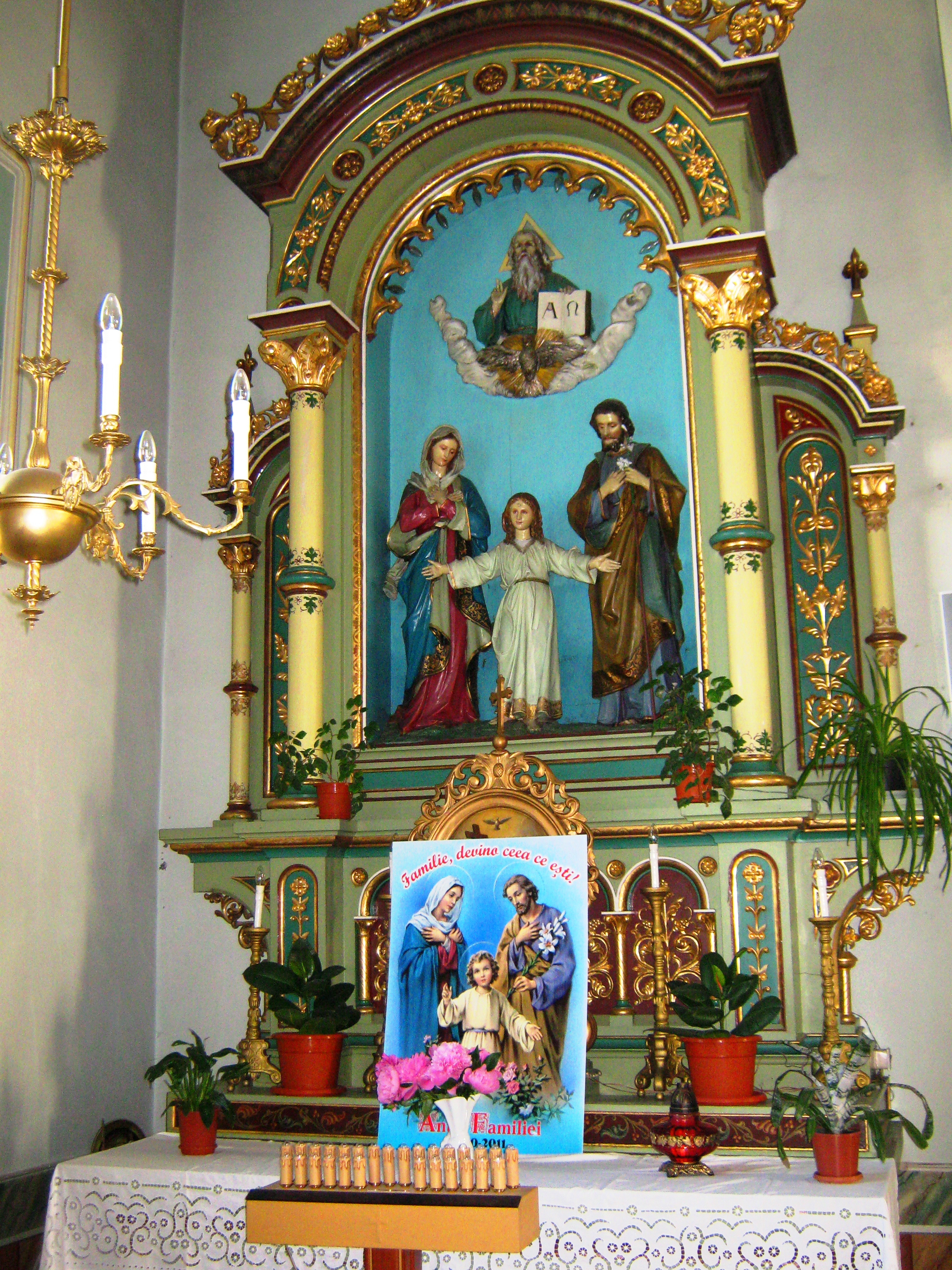
Altarul din stânga cu Sfânta Familie
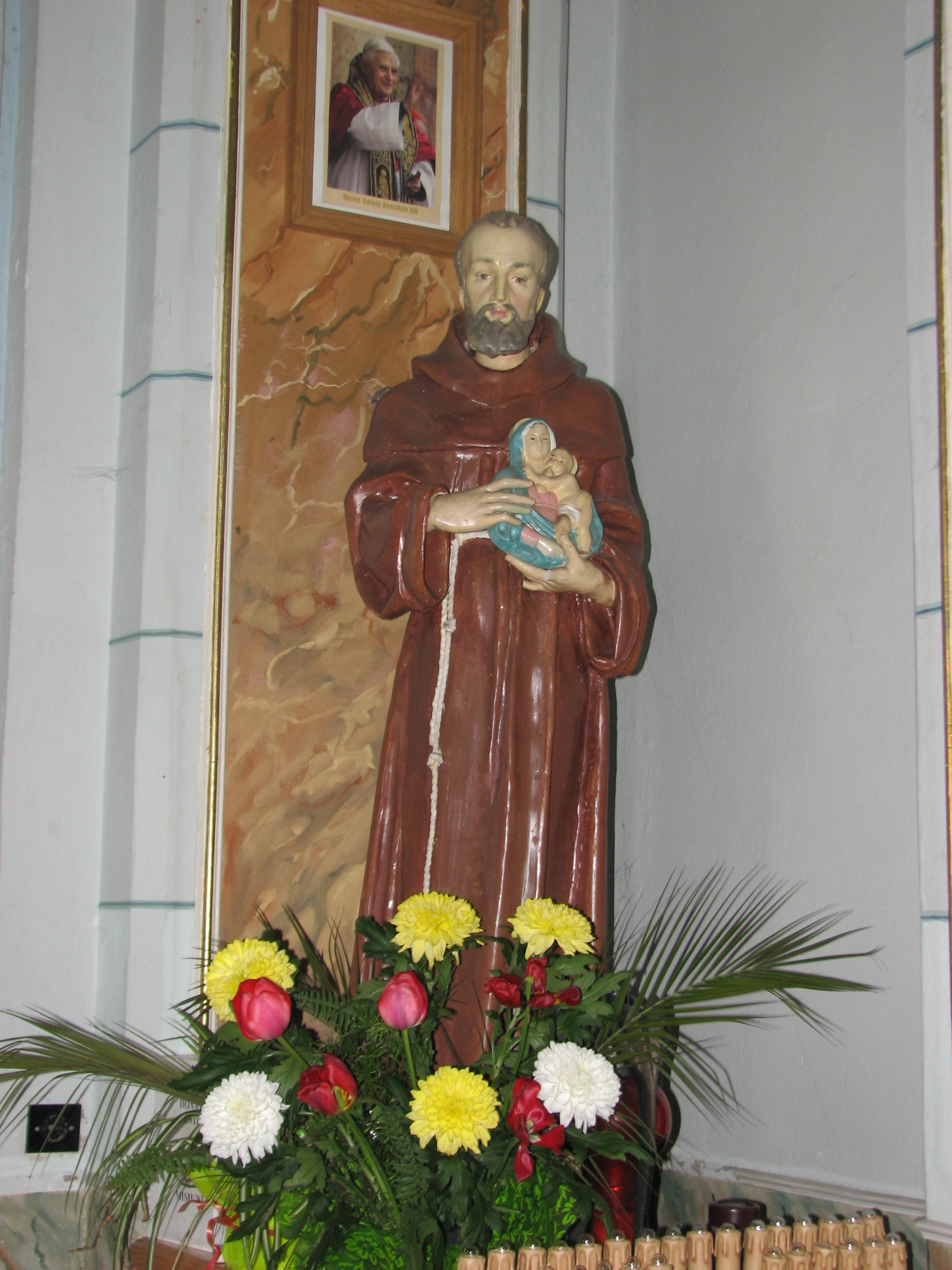
Statueta Fericitului Ieremia Valahul
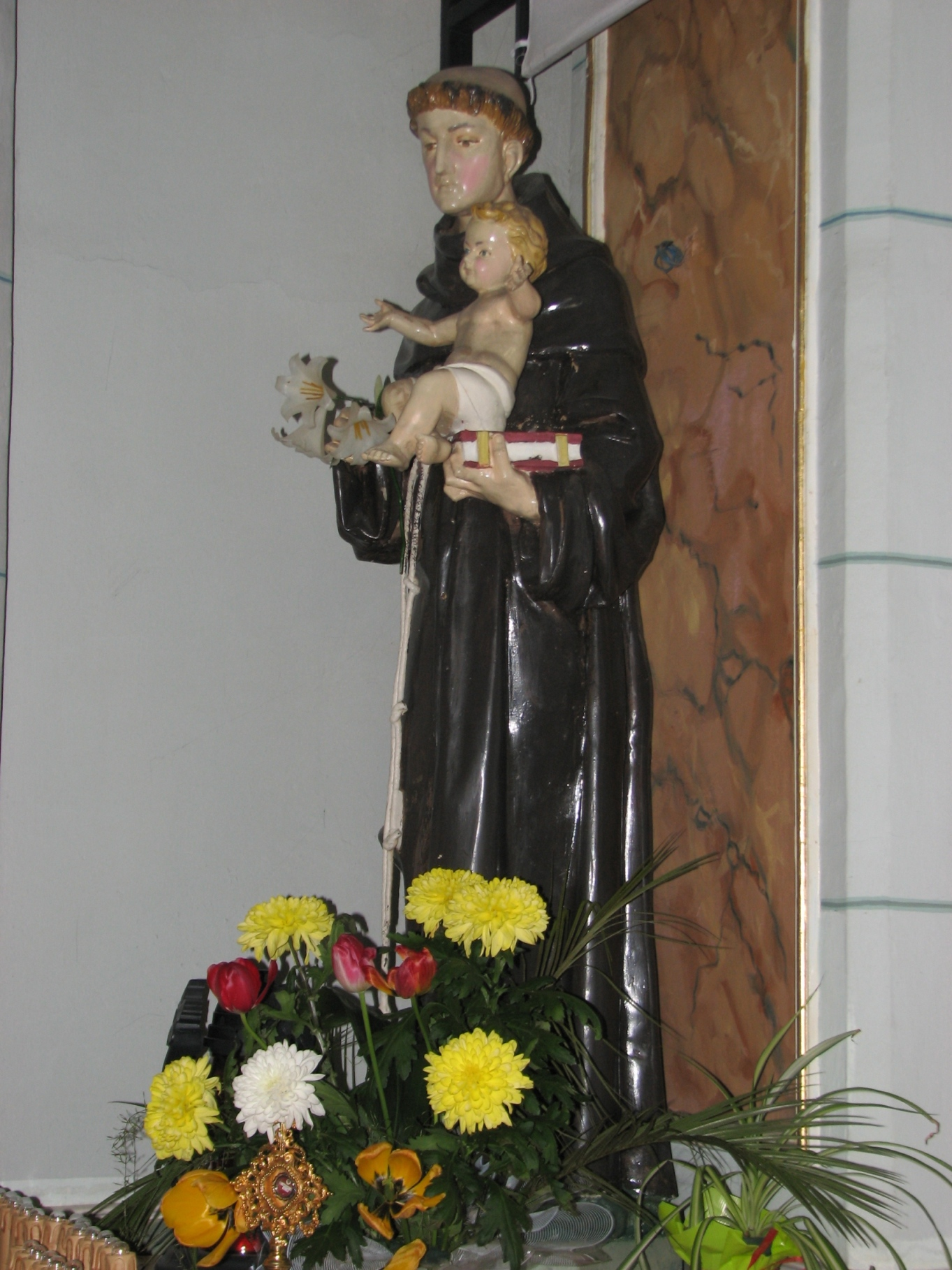
Statueta Sfântului Anton de Padova
Pictură de pe plafon "Rǎstignirea lui Isus"
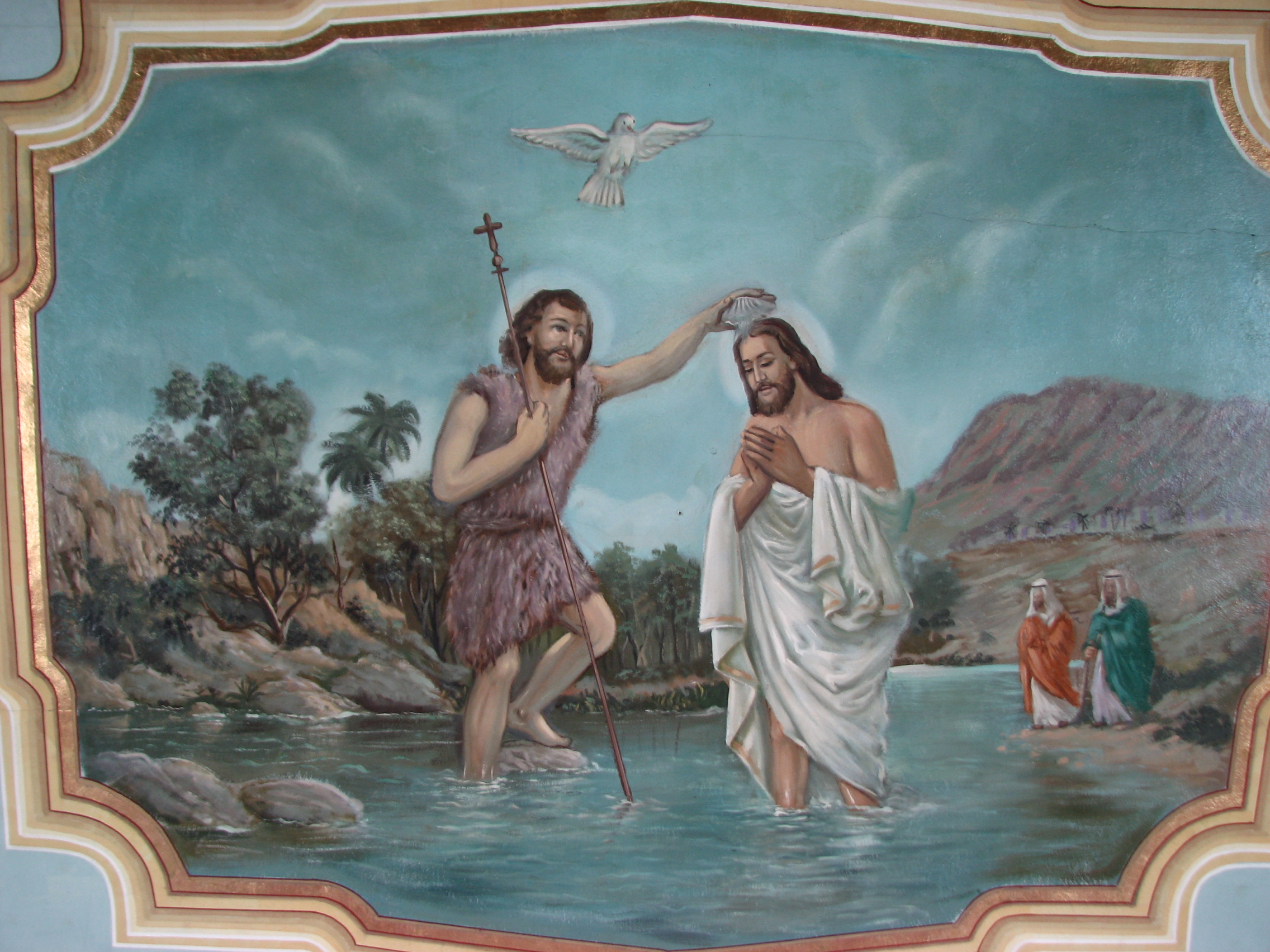
Pictură de pe plafon "Botezul lui Isus"
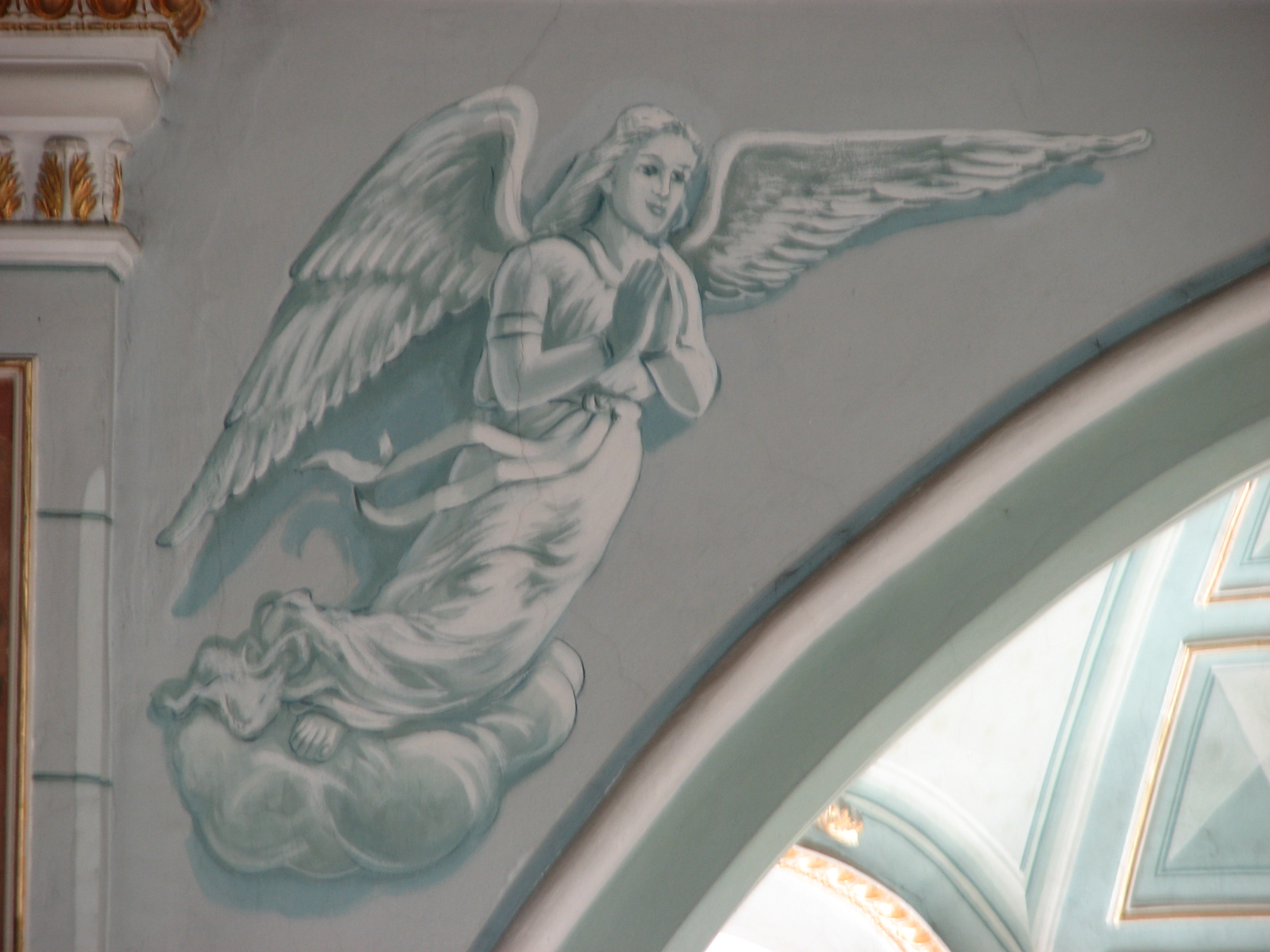
Imaginea unui înger în adorație
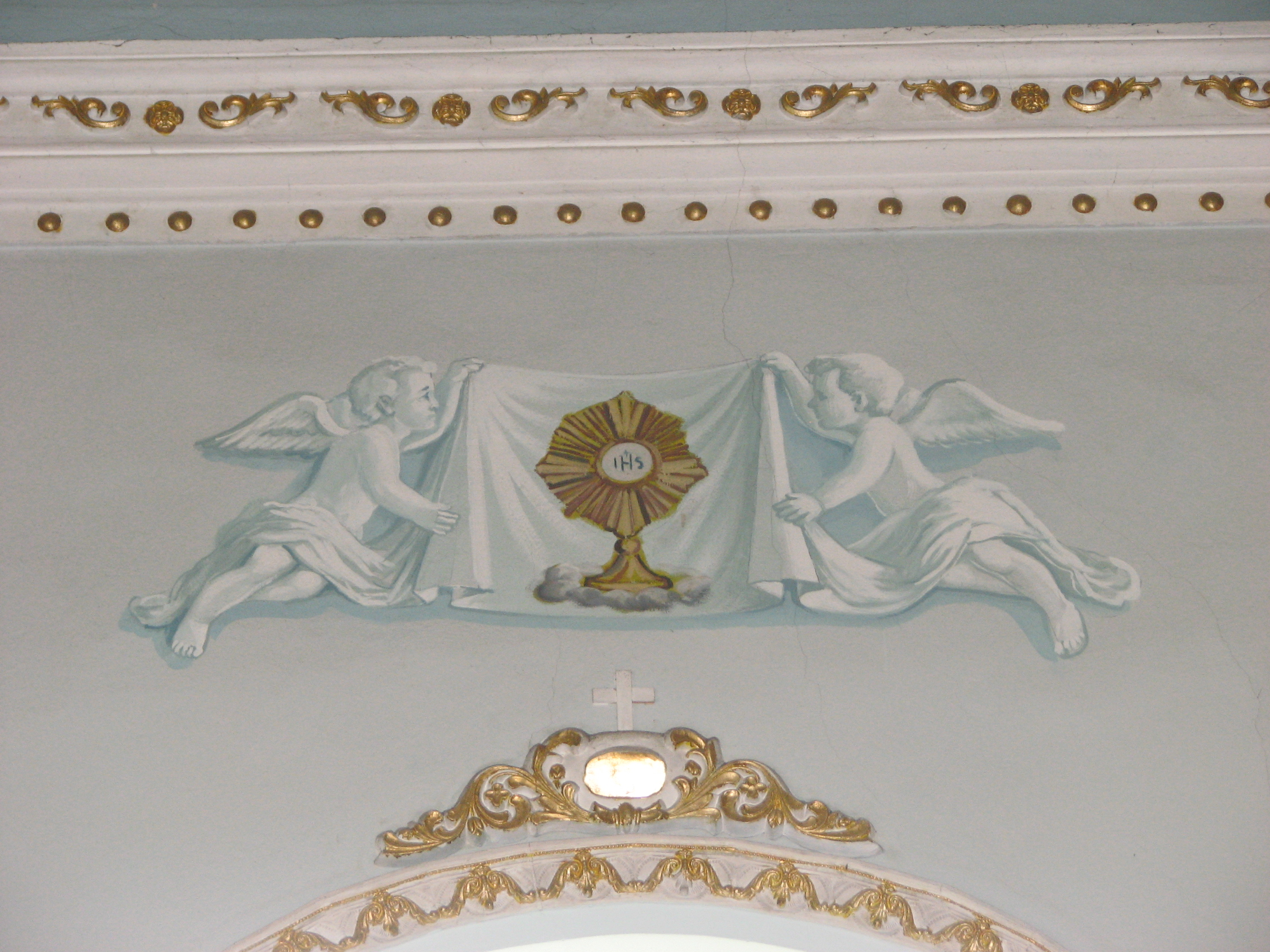
Imaginea Preasfântului Sacrament
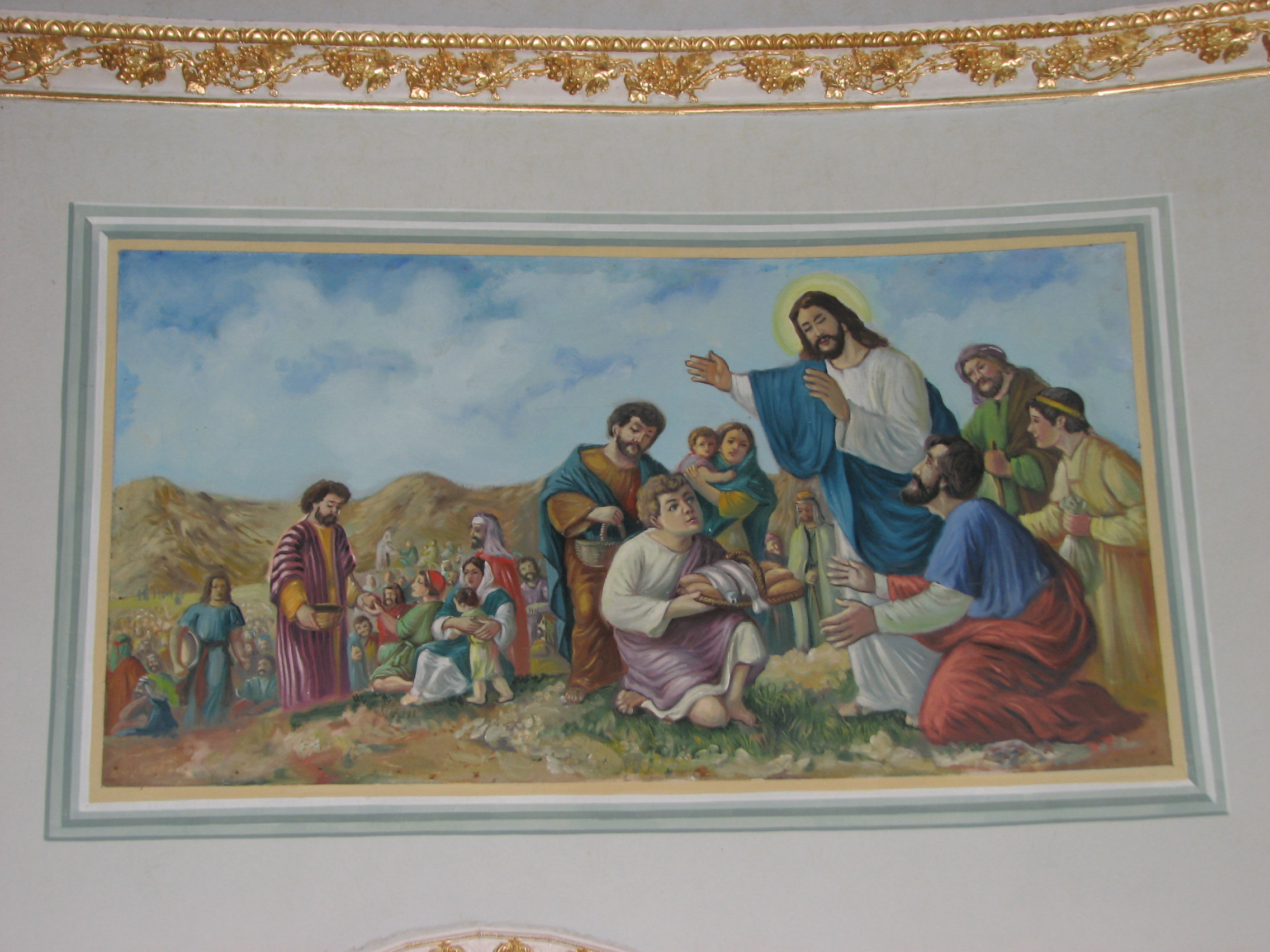
Pictură din prezbiteriu "Înmulțirea pâinilor şi peştilor"
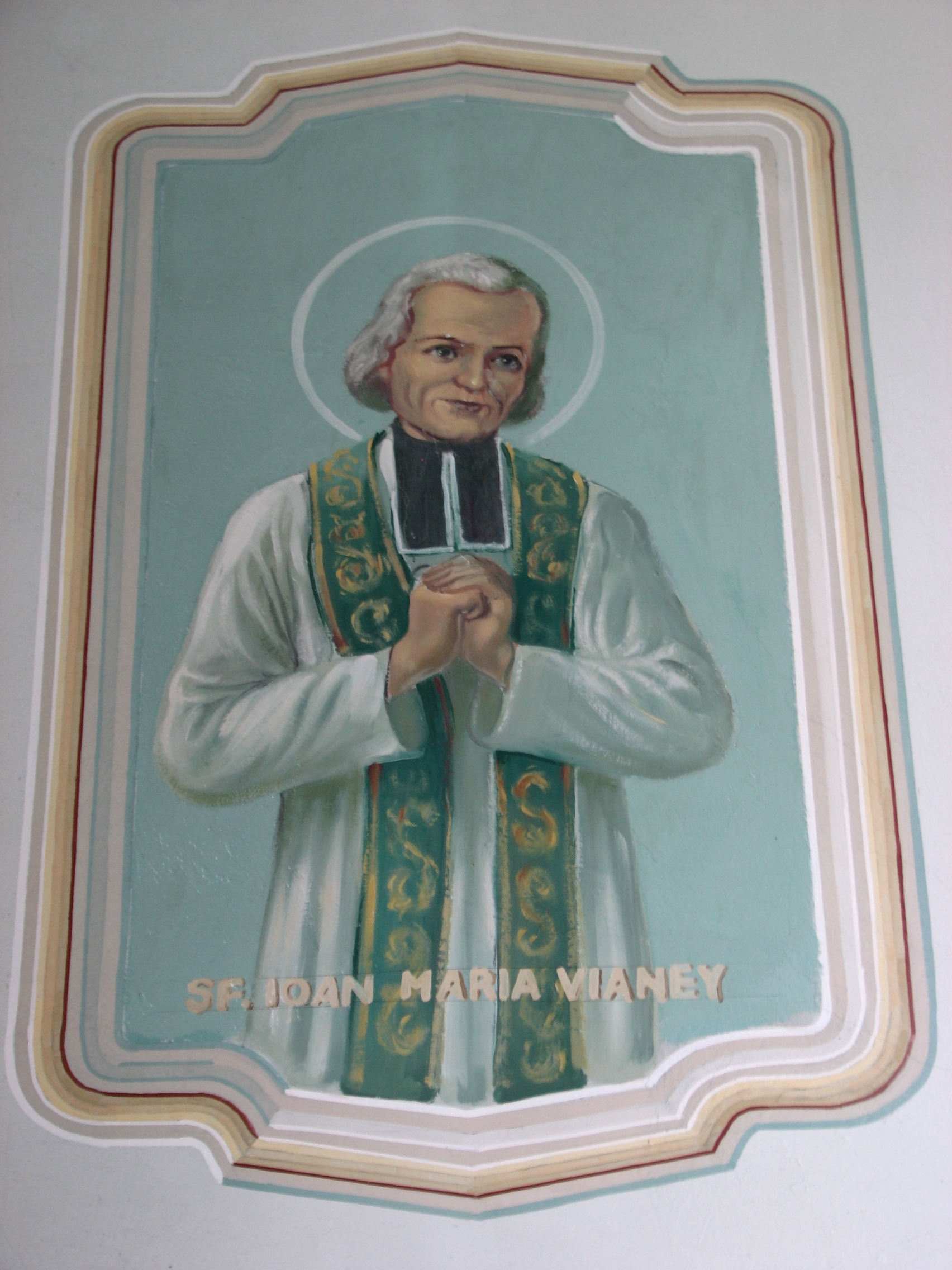
Imagine a Sf. Ioan Maria Vianney
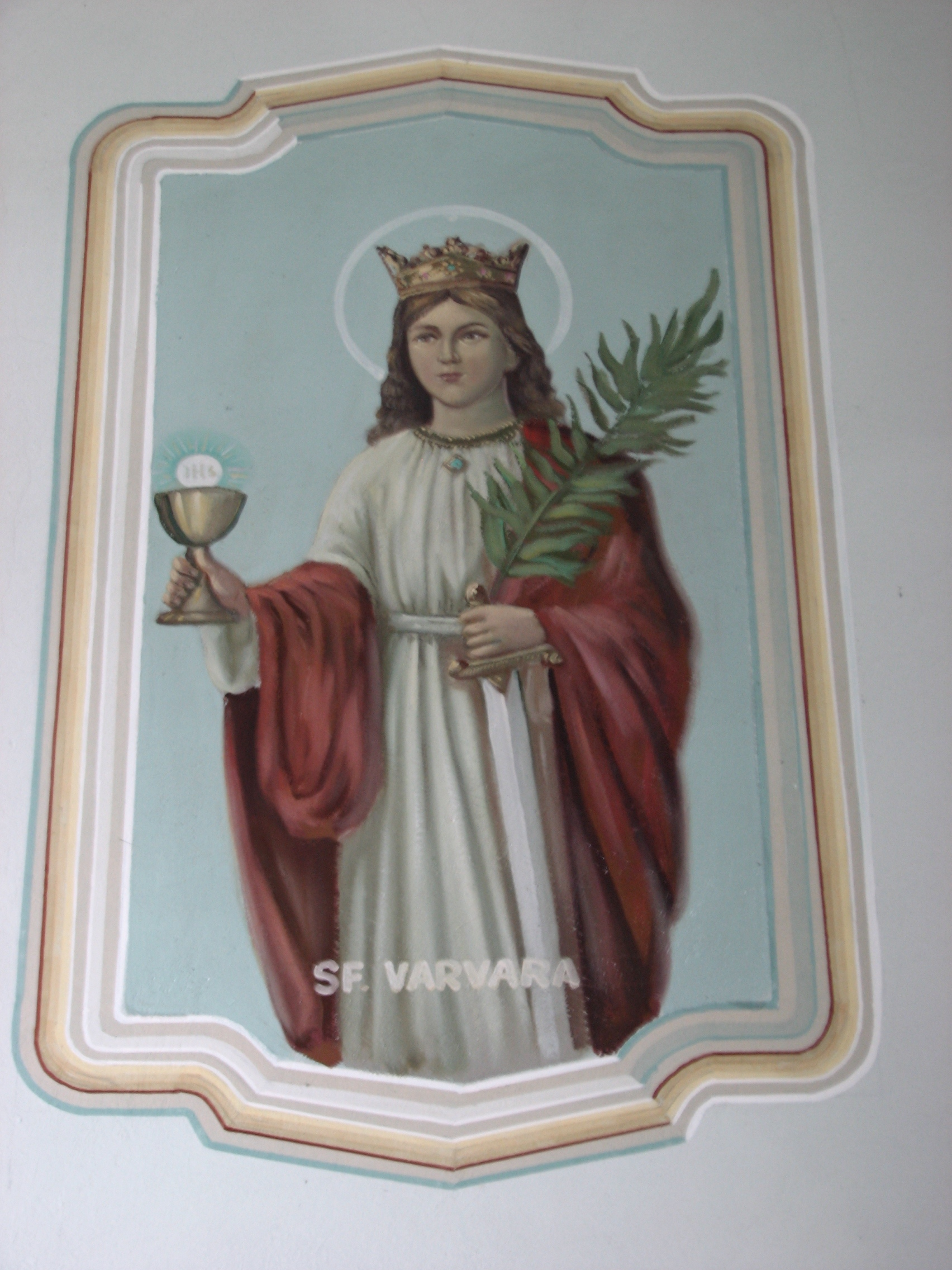
Imagine a Sf. Cazimir
Staţiune a Căii Sfintei Cruci
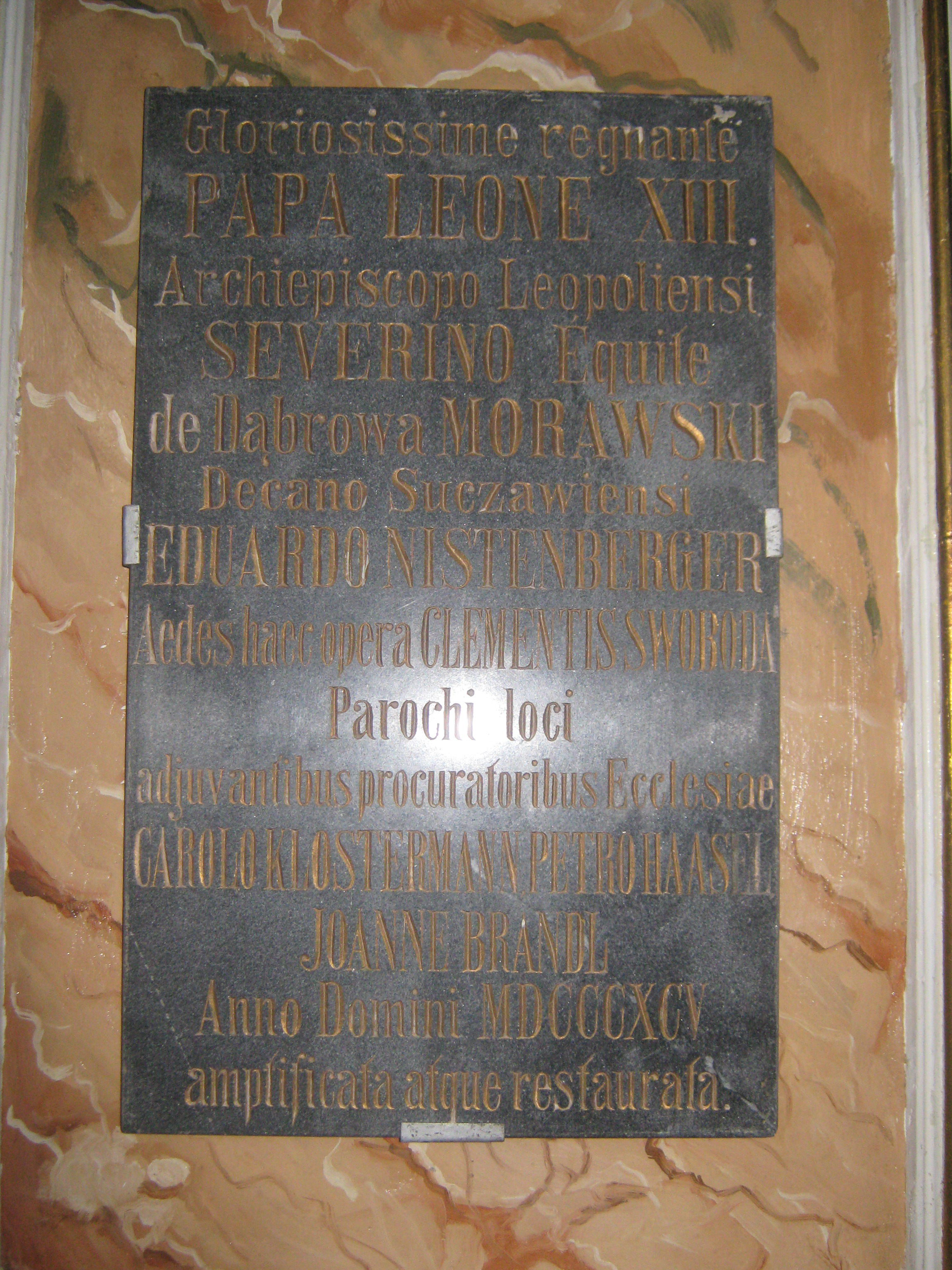
Placa memorială din partea stânga (1895)
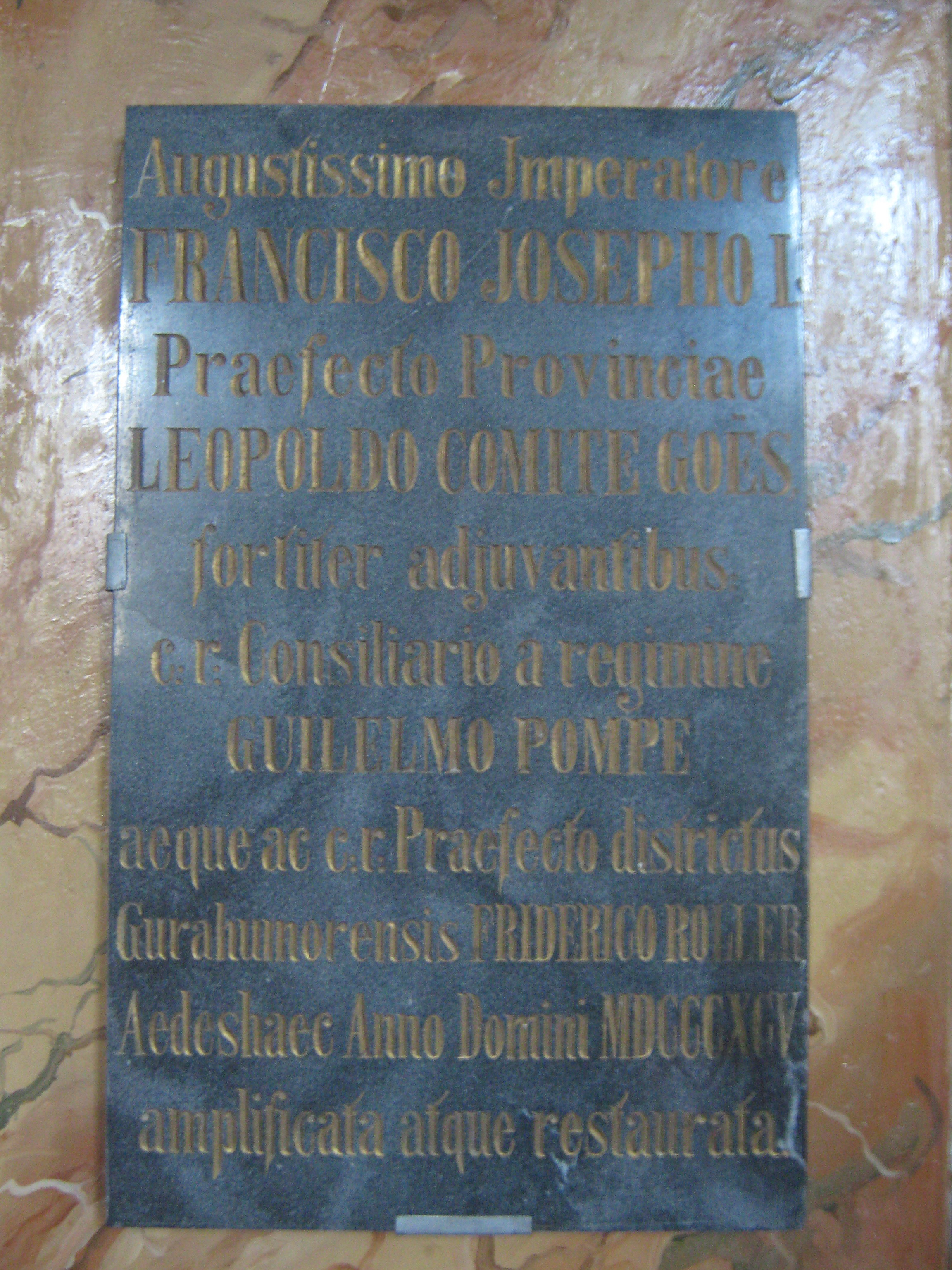
Placa memorială din partea dreaptă (1895)
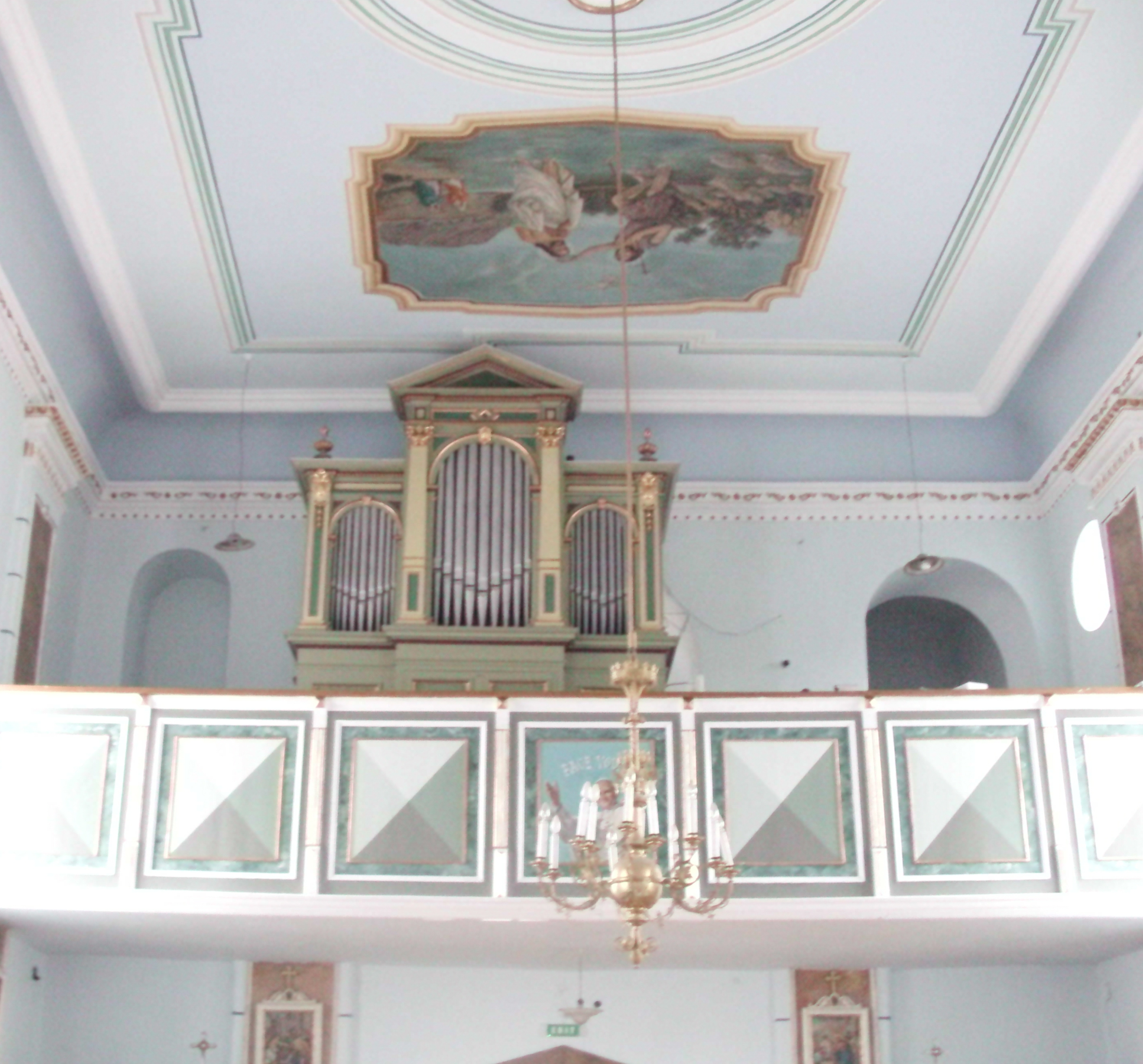
Orga bisericii
Manualul şi registrele orgii
Imagine din interiorul orgii
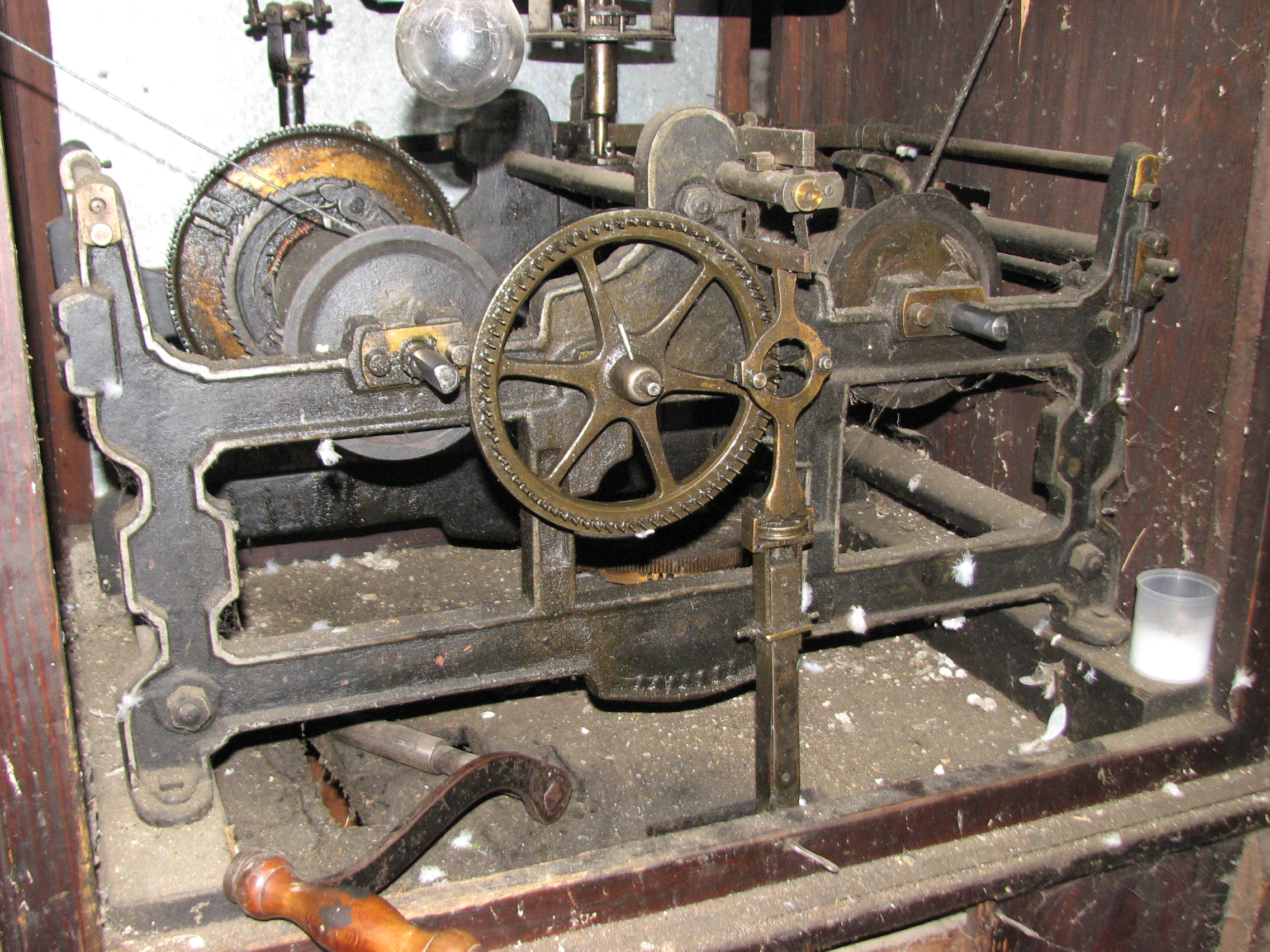
Mecanismul orologiului din turnul bisericii
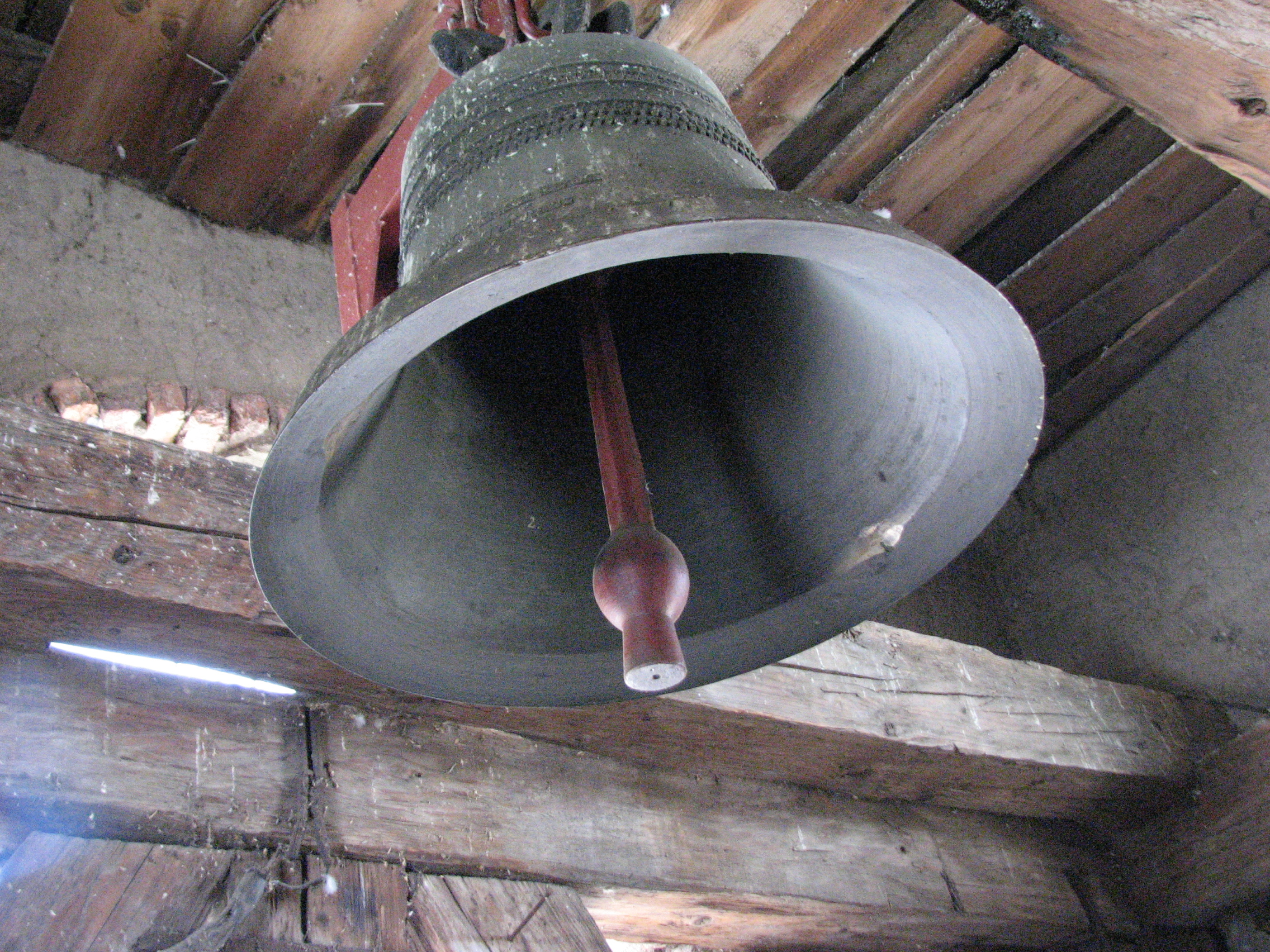
Clopot
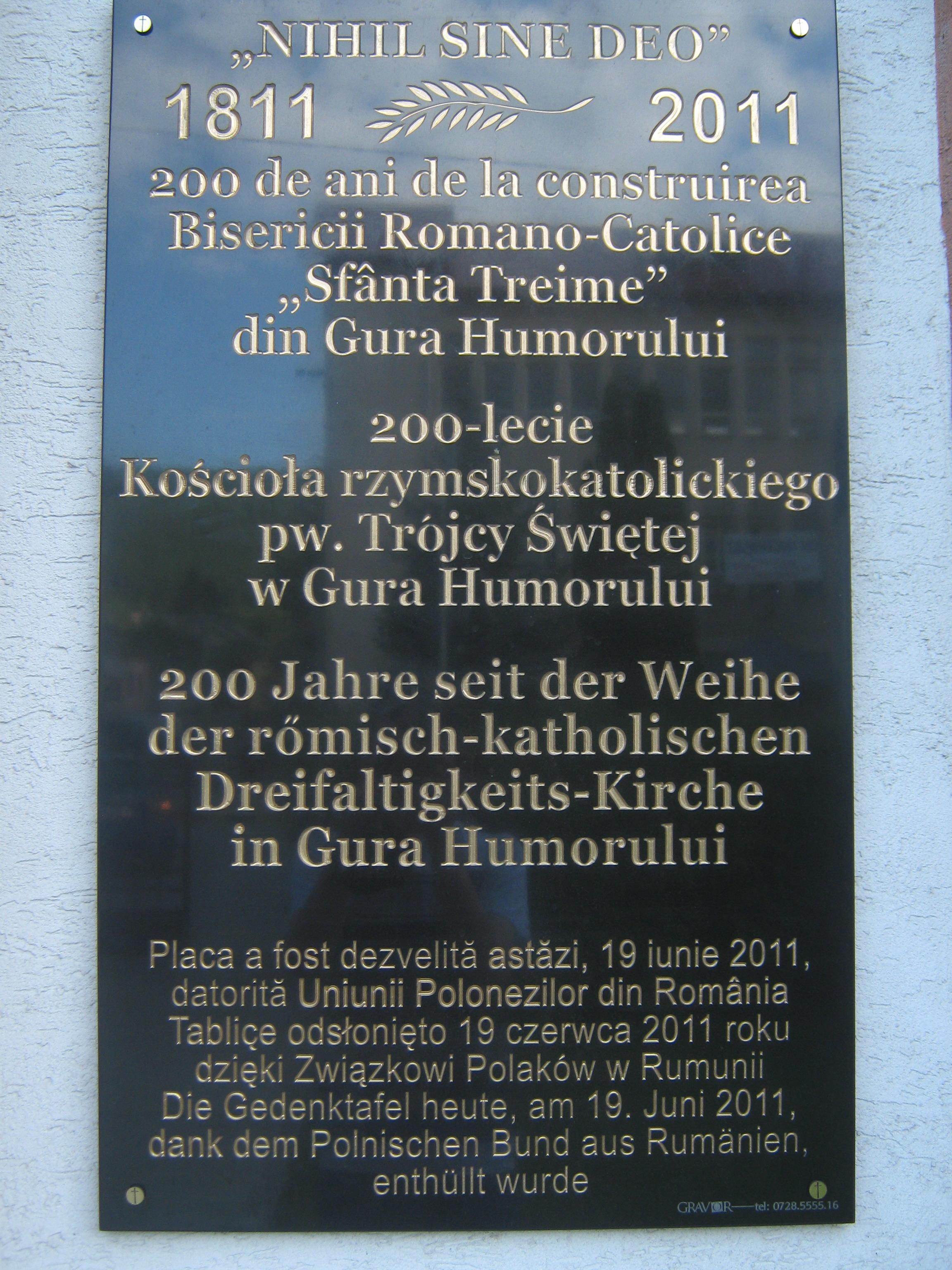
Placa memorială din 2011
Cruce comemorativă de la exerciţii spirituale
Imaginea Sfântului Anton de Padova din capela situată la intrarea în biserică, în partea stângă
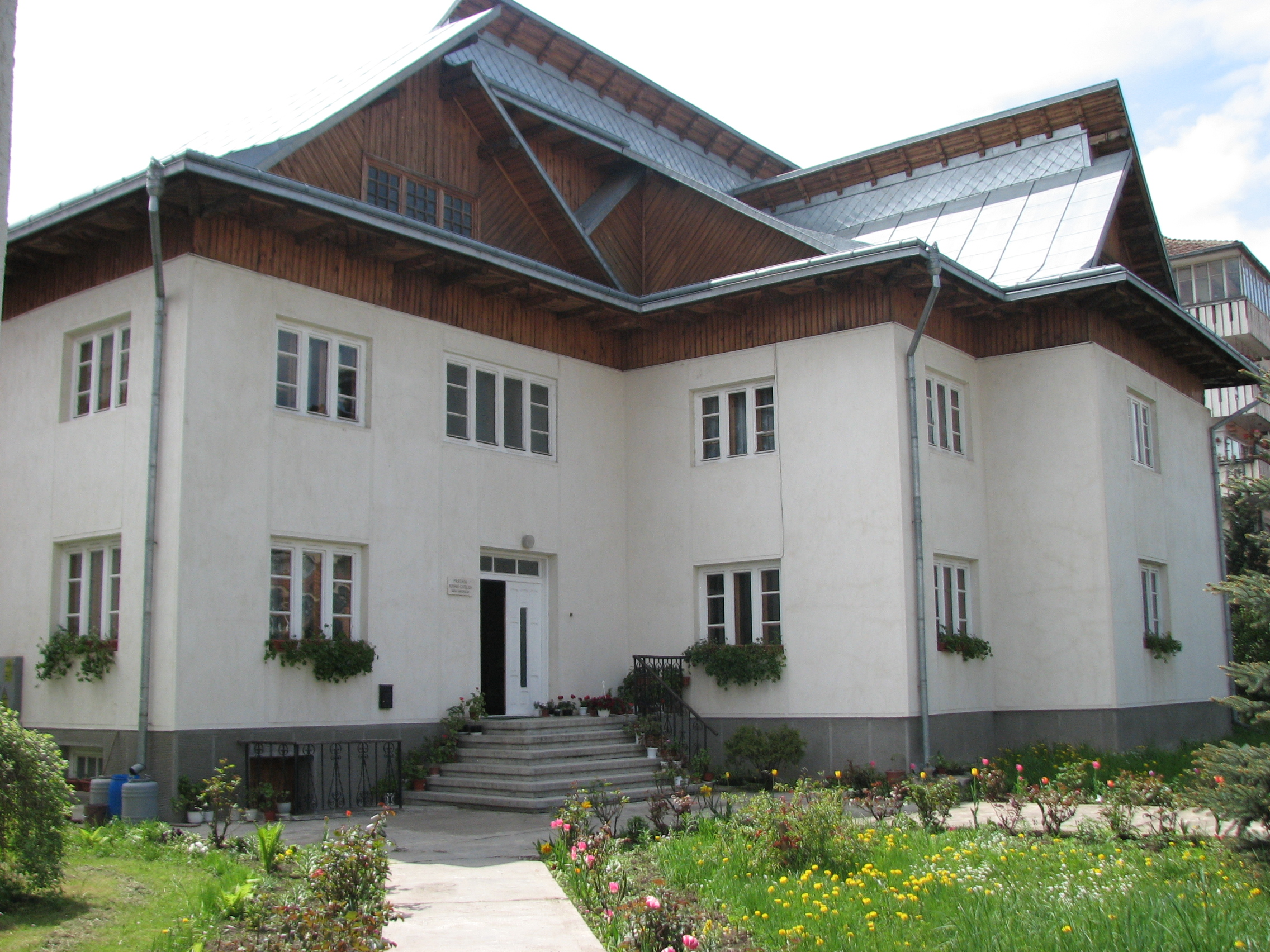
Casa parohială construită în timpul păstoririi preotului Ştefan Babiaş (1996-2006)
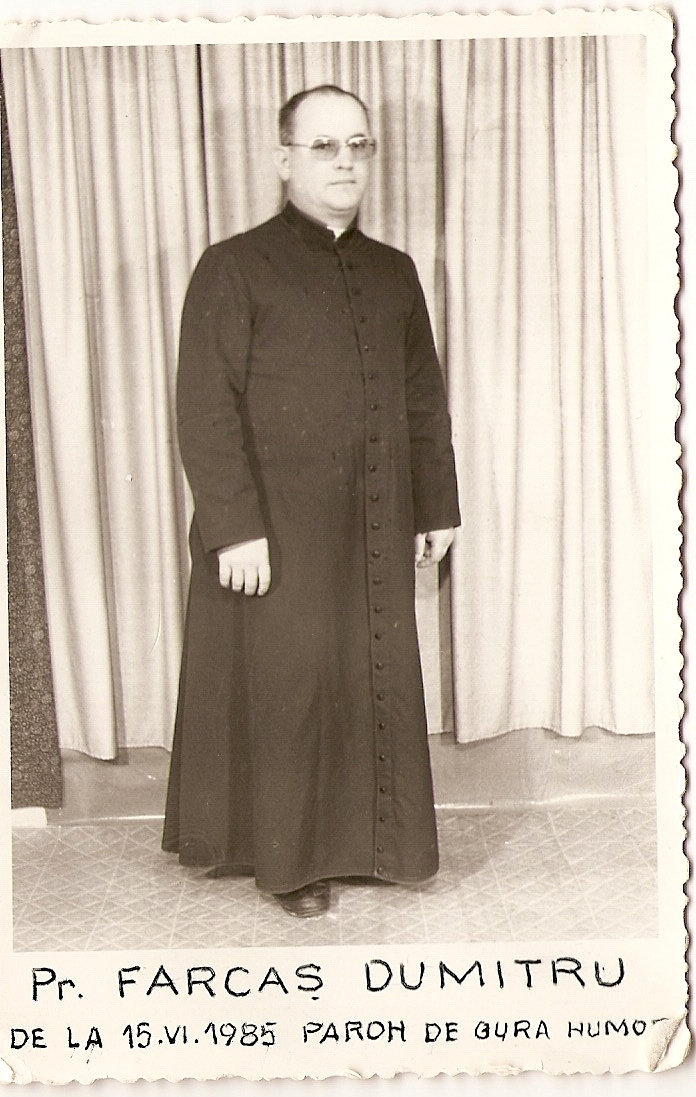
Preotul Dumitru Farcaş, fost paroh (1985 - 1996)
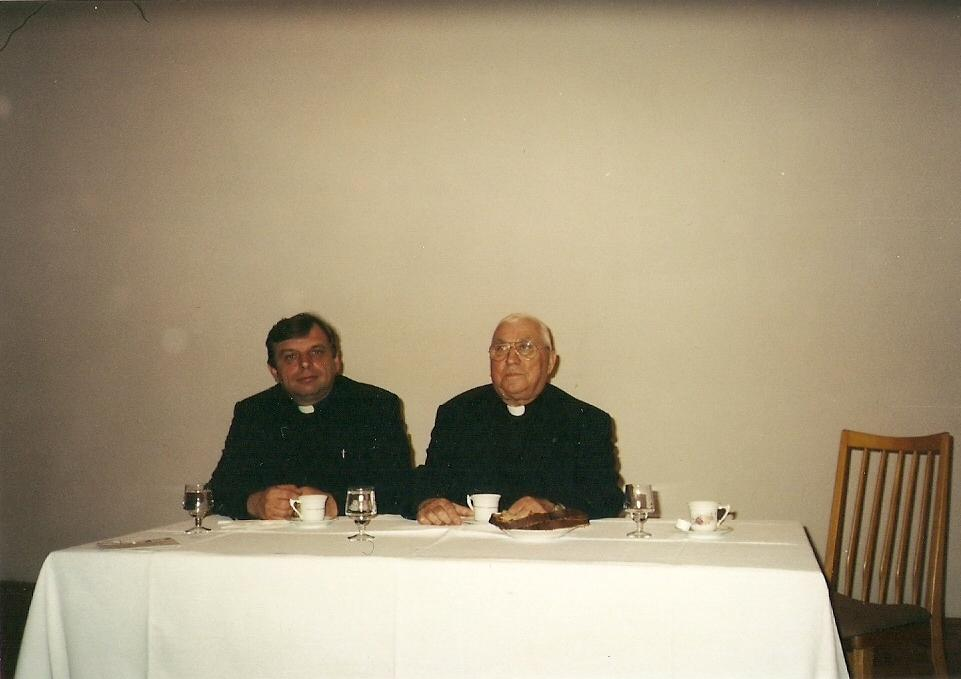
Preoții Ștefan Babiaș (fost paroh în perioada 1996 - 2006) şi Johann Proschinger
Preotul Toma Rediu, fost paroh (2006-2010)
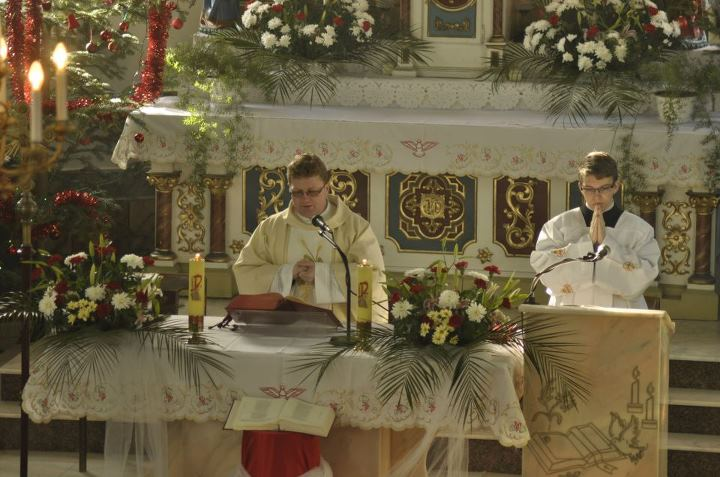
Moment din timpul Sfintei Liturghii de Crăciun
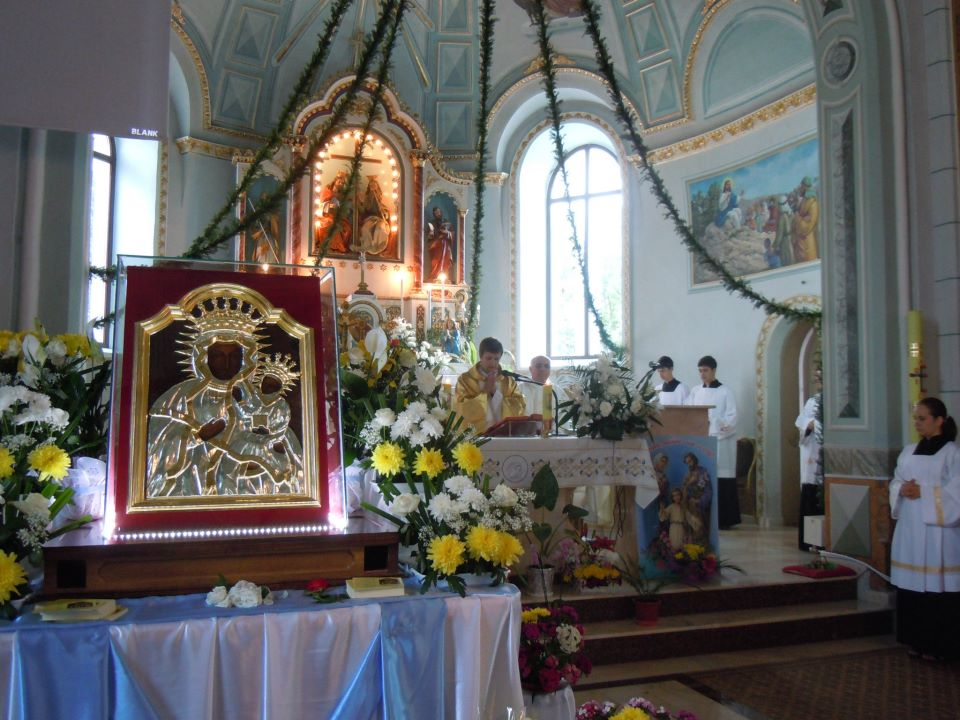
Moment din timpul Sfintei Liturghii concelebrate cu ocazia pelerinajului Icoanei Maicii Domnului de la Cacica